# La Toujours Jeune
Cet article utilise la notation algébrique pour décrire des coups du jeu d'échecs.
La Toujours Jeune est une célèbre partie d'échecs jouée par Adolf Anderssen et Jean Dufresne en 1852. Bien que connue en français sous ce nom, cette partie est baptisée en anglais The Evergreen, qui serait mieux traduit par « La Reflorissante » ou « La Sempervirente ».

## Contexte
Il y a un an qu'Anderssen est devenu, officieusement, champion du monde des échecs. Depuis le mémorable tournoi d'échecs de Londres 1851, il ne joue que des parties libres, pratiquant son art avec qui souhaite l'affronter. C'est à Berlin que Dufresne, fort joueur allemand, croise le fer avec Anderssen. 
À ce moment-là, Anderssen est au meilleur de sa forme, pour le plus grand malheur de Dufresne.

## Partie commentée
|   | a | b | c | d | e | f | g | h |   |
| 8 | Tour noire sur case blanche a8 · Fou noir sur case blanche c8 · Dame noire sur case noire d8 · Roi noir sur case blanche e8 · Cavalier noir sur case blanche g8 · Tour noire sur case noire h8 · Pion noir sur case noire a7 · Pion noir sur case blanche b7 · Pion noir sur case noire c7 · Pion noir sur case blanche d7 · Pion noir sur case blanche f7 · Pion noir sur case noire g7 · Pion noir sur case blanche h7 · Cavalier noir sur case blanche c6 · Fou noir sur case noire a5 · Fou blanc sur case blanche c4 · Pion blanc sur case blanche e4 · Pion blanc sur case noire c3 · Pion noir sur case blanche d3 · Cavalier blanc sur case blanche f3 · Pion blanc sur case blanche a2 · Pion blanc sur case noire f2 · Pion blanc sur case blanche g2 · Pion blanc sur case noire h2 · Tour blanche sur case noire a1 · Cavalier blanc sur case blanche b1 · Fou blanc sur case noire c1 · Dame blanche sur case blanche d1 · Tour blanche sur case blanche f1 · Roi blanc sur case noire g1 | Tour noire sur case blanche a8 · Fou noir sur case blanche c8 · Dame noire sur case noire d8 · Roi noir sur case blanche e8 · Cavalier noir sur case blanche g8 · Tour noire sur case noire h8 · Pion noir sur case noire a7 · Pion noir sur case blanche b7 · Pion noir sur case noire c7 · Pion noir sur case blanche d7 · Pion noir sur case blanche f7 · Pion noir sur case noire g7 · Pion noir sur case blanche h7 · Cavalier noir sur case blanche c6 · Fou noir sur case noire a5 · Fou blanc sur case blanche c4 · Pion blanc sur case blanche e4 · Pion blanc sur case noire c3 · Pion noir sur case blanche d3 · Cavalier blanc sur case blanche f3 · Pion blanc sur case blanche a2 · Pion blanc sur case noire f2 · Pion blanc sur case blanche g2 · Pion blanc sur case noire h2 · Tour blanche sur case noire a1 · Cavalier blanc sur case blanche b1 · Fou blanc sur case noire c1 · Dame blanche sur case blanche d1 · Tour blanche sur case blanche f1 · Roi blanc sur case noire g1 | Tour noire sur case blanche a8 · Fou noir sur case blanche c8 · Dame noire sur case noire d8 · Roi noir sur case blanche e8 · Cavalier noir sur case blanche g8 · Tour noire sur case noire h8 · Pion noir sur case noire a7 · Pion noir sur case blanche b7 · Pion noir sur case noire c7 · Pion noir sur case blanche d7 · Pion noir sur case blanche f7 · Pion noir sur case noire g7 · Pion noir sur case blanche h7 · Cavalier noir sur case blanche c6 · Fou noir sur case noire a5 · Fou blanc sur case blanche c4 · Pion blanc sur case blanche e4 · Pion blanc sur case noire c3 · Pion noir sur case blanche d3 · Cavalier blanc sur case blanche f3 · Pion blanc sur case blanche a2 · Pion blanc sur case noire f2 · Pion blanc sur case blanche g2 · Pion blanc sur case noire h2 · Tour blanche sur case noire a1 · Cavalier blanc sur case blanche b1 · Fou blanc sur case noire c1 · Dame blanche sur case blanche d1 · Tour blanche sur case blanche f1 · Roi blanc sur case noire g1 | Tour noire sur case blanche a8 · Fou noir sur case blanche c8 · Dame noire sur case noire d8 · Roi noir sur case blanche e8 · Cavalier noir sur case blanche g8 · Tour noire sur case noire h8 · Pion noir sur case noire a7 · Pion noir sur case blanche b7 · Pion noir sur case noire c7 · Pion noir sur case blanche d7 · Pion noir sur case blanche f7 · Pion noir sur case noire g7 · Pion noir sur case blanche h7 · Cavalier noir sur case blanche c6 · Fou noir sur case noire a5 · Fou blanc sur case blanche c4 · Pion blanc sur case blanche e4 · Pion blanc sur case noire c3 · Pion noir sur case blanche d3 · Cavalier blanc sur case blanche f3 · Pion blanc sur case blanche a2 · Pion blanc sur case noire f2 · Pion blanc sur case blanche g2 · Pion blanc sur case noire h2 · Tour blanche sur case noire a1 · Cavalier blanc sur case blanche b1 · Fou blanc sur case noire c1 · Dame blanche sur case blanche d1 · Tour blanche sur case blanche f1 · Roi blanc sur case noire g1 | Tour noire sur case blanche a8 · Fou noir sur case blanche c8 · Dame noire sur case noire d8 · Roi noir sur case blanche e8 · Cavalier noir sur case blanche g8 · Tour noire sur case noire h8 · Pion noir sur case noire a7 · Pion noir sur case blanche b7 · Pion noir sur case noire c7 · Pion noir sur case blanche d7 · Pion noir sur case blanche f7 · Pion noir sur case noire g7 · Pion noir sur case blanche h7 · Cavalier noir sur case blanche c6 · Fou noir sur case noire a5 · Fou blanc sur case blanche c4 · Pion blanc sur case blanche e4 · Pion blanc sur case noire c3 · Pion noir sur case blanche d3 · Cavalier blanc sur case blanche f3 · Pion blanc sur case blanche a2 · Pion blanc sur case noire f2 · Pion blanc sur case blanche g2 · Pion blanc sur case noire h2 · Tour blanche sur case noire a1 · Cavalier blanc sur case blanche b1 · Fou blanc sur case noire c1 · Dame blanche sur case blanche d1 · Tour blanche sur case blanche f1 · Roi blanc sur case noire g1 | Tour noire sur case blanche a8 · Fou noir sur case blanche c8 · Dame noire sur case noire d8 · Roi noir sur case blanche e8 · Cavalier noir sur case blanche g8 · Tour noire sur case noire h8 · Pion noir sur case noire a7 · Pion noir sur case blanche b7 · Pion noir sur case noire c7 · Pion noir sur case blanche d7 · Pion noir sur case blanche f7 · Pion noir sur case noire g7 · Pion noir sur case blanche h7 · Cavalier noir sur case blanche c6 · Fou noir sur case noire a5 · Fou blanc sur case blanche c4 · Pion blanc sur case blanche e4 · Pion blanc sur case noire c3 · Pion noir sur case blanche d3 · Cavalier blanc sur case blanche f3 · Pion blanc sur case blanche a2 · Pion blanc sur case noire f2 · Pion blanc sur case blanche g2 · Pion blanc sur case noire h2 · Tour blanche sur case noire a1 · Cavalier blanc sur case blanche b1 · Fou blanc sur case noire c1 · Dame blanche sur case blanche d1 · Tour blanche sur case blanche f1 · Roi blanc sur case noire g1 | Tour noire sur case blanche a8 · Fou noir sur case blanche c8 · Dame noire sur case noire d8 · Roi noir sur case blanche e8 · Cavalier noir sur case blanche g8 · Tour noire sur case noire h8 · Pion noir sur case noire a7 · Pion noir sur case blanche b7 · Pion noir sur case noire c7 · Pion noir sur case blanche d7 · Pion noir sur case blanche f7 · Pion noir sur case noire g7 · Pion noir sur case blanche h7 · Cavalier noir sur case blanche c6 · Fou noir sur case noire a5 · Fou blanc sur case blanche c4 · Pion blanc sur case blanche e4 · Pion blanc sur case noire c3 · Pion noir sur case blanche d3 · Cavalier blanc sur case blanche f3 · Pion blanc sur case blanche a2 · Pion blanc sur case noire f2 · Pion blanc sur case blanche g2 · Pion blanc sur case noire h2 · Tour blanche sur case noire a1 · Cavalier blanc sur case blanche b1 · Fou blanc sur case noire c1 · Dame blanche sur case blanche d1 · Tour blanche sur case blanche f1 · Roi blanc sur case noire g1 | Tour noire sur case blanche a8 · Fou noir sur case blanche c8 · Dame noire sur case noire d8 · Roi noir sur case blanche e8 · Cavalier noir sur case blanche g8 · Tour noire sur case noire h8 · Pion noir sur case noire a7 · Pion noir sur case blanche b7 · Pion noir sur case noire c7 · Pion noir sur case blanche d7 · Pion noir sur case blanche f7 · Pion noir sur case noire g7 · Pion noir sur case blanche h7 · Cavalier noir sur case blanche c6 · Fou noir sur case noire a5 · Fou blanc sur case blanche c4 · Pion blanc sur case blanche e4 · Pion blanc sur case noire c3 · Pion noir sur case blanche d3 · Cavalier blanc sur case blanche f3 · Pion blanc sur case blanche a2 · Pion blanc sur case noire f2 · Pion blanc sur case blanche g2 · Pion blanc sur case noire h2 · Tour blanche sur case noire a1 · Cavalier blanc sur case blanche b1 · Fou blanc sur case noire c1 · Dame blanche sur case blanche d1 · Tour blanche sur case blanche f1 · Roi blanc sur case noire g1 | 8 |
| 7 | Tour noire sur case blanche a8 · Fou noir sur case blanche c8 · Dame noire sur case noire d8 · Roi noir sur case blanche e8 · Cavalier noir sur case blanche g8 · Tour noire sur case noire h8 · Pion noir sur case noire a7 · Pion noir sur case blanche b7 · Pion noir sur case noire c7 · Pion noir sur case blanche d7 · Pion noir sur case blanche f7 · Pion noir sur case noire g7 · Pion noir sur case blanche h7 · Cavalier noir sur case blanche c6 · Fou noir sur case noire a5 · Fou blanc sur case blanche c4 · Pion blanc sur case blanche e4 · Pion blanc sur case noire c3 · Pion noir sur case blanche d3 · Cavalier blanc sur case blanche f3 · Pion blanc sur case blanche a2 · Pion blanc sur case noire f2 · Pion blanc sur case blanche g2 · Pion blanc sur case noire h2 · Tour blanche sur case noire a1 · Cavalier blanc sur case blanche b1 · Fou blanc sur case noire c1 · Dame blanche sur case blanche d1 · Tour blanche sur case blanche f1 · Roi blanc sur case noire g1 | Tour noire sur case blanche a8 · Fou noir sur case blanche c8 · Dame noire sur case noire d8 · Roi noir sur case blanche e8 · Cavalier noir sur case blanche g8 · Tour noire sur case noire h8 · Pion noir sur case noire a7 · Pion noir sur case blanche b7 · Pion noir sur case noire c7 · Pion noir sur case blanche d7 · Pion noir sur case blanche f7 · Pion noir sur case noire g7 · Pion noir sur case blanche h7 · Cavalier noir sur case blanche c6 · Fou noir sur case noire a5 · Fou blanc sur case blanche c4 · Pion blanc sur case blanche e4 · Pion blanc sur case noire c3 · Pion noir sur case blanche d3 · Cavalier blanc sur case blanche f3 · Pion blanc sur case blanche a2 · Pion blanc sur case noire f2 · Pion blanc sur case blanche g2 · Pion blanc sur case noire h2 · Tour blanche sur case noire a1 · Cavalier blanc sur case blanche b1 · Fou blanc sur case noire c1 · Dame blanche sur case blanche d1 · Tour blanche sur case blanche f1 · Roi blanc sur case noire g1 | Tour noire sur case blanche a8 · Fou noir sur case blanche c8 · Dame noire sur case noire d8 · Roi noir sur case blanche e8 · Cavalier noir sur case blanche g8 · Tour noire sur case noire h8 · Pion noir sur case noire a7 · Pion noir sur case blanche b7 · Pion noir sur case noire c7 · Pion noir sur case blanche d7 · Pion noir sur case blanche f7 · Pion noir sur case noire g7 · Pion noir sur case blanche h7 · Cavalier noir sur case blanche c6 · Fou noir sur case noire a5 · Fou blanc sur case blanche c4 · Pion blanc sur case blanche e4 · Pion blanc sur case noire c3 · Pion noir sur case blanche d3 · Cavalier blanc sur case blanche f3 · Pion blanc sur case blanche a2 · Pion blanc sur case noire f2 · Pion blanc sur case blanche g2 · Pion blanc sur case noire h2 · Tour blanche sur case noire a1 · Cavalier blanc sur case blanche b1 · Fou blanc sur case noire c1 · Dame blanche sur case blanche d1 · Tour blanche sur case blanche f1 · Roi blanc sur case noire g1 | Tour noire sur case blanche a8 · Fou noir sur case blanche c8 · Dame noire sur case noire d8 · Roi noir sur case blanche e8 · Cavalier noir sur case blanche g8 · Tour noire sur case noire h8 · Pion noir sur case noire a7 · Pion noir sur case blanche b7 · Pion noir sur case noire c7 · Pion noir sur case blanche d7 · Pion noir sur case blanche f7 · Pion noir sur case noire g7 · Pion noir sur case blanche h7 · Cavalier noir sur case blanche c6 · Fou noir sur case noire a5 · Fou blanc sur case blanche c4 · Pion blanc sur case blanche e4 · Pion blanc sur case noire c3 · Pion noir sur case blanche d3 · Cavalier blanc sur case blanche f3 · Pion blanc sur case blanche a2 · Pion blanc sur case noire f2 · Pion blanc sur case blanche g2 · Pion blanc sur case noire h2 · Tour blanche sur case noire a1 · Cavalier blanc sur case blanche b1 · Fou blanc sur case noire c1 · Dame blanche sur case blanche d1 · Tour blanche sur case blanche f1 · Roi blanc sur case noire g1 | Tour noire sur case blanche a8 · Fou noir sur case blanche c8 · Dame noire sur case noire d8 · Roi noir sur case blanche e8 · Cavalier noir sur case blanche g8 · Tour noire sur case noire h8 · Pion noir sur case noire a7 · Pion noir sur case blanche b7 · Pion noir sur case noire c7 · Pion noir sur case blanche d7 · Pion noir sur case blanche f7 · Pion noir sur case noire g7 · Pion noir sur case blanche h7 · Cavalier noir sur case blanche c6 · Fou noir sur case noire a5 · Fou blanc sur case blanche c4 · Pion blanc sur case blanche e4 · Pion blanc sur case noire c3 · Pion noir sur case blanche d3 · Cavalier blanc sur case blanche f3 · Pion blanc sur case blanche a2 · Pion blanc sur case noire f2 · Pion blanc sur case blanche g2 · Pion blanc sur case noire h2 · Tour blanche sur case noire a1 · Cavalier blanc sur case blanche b1 · Fou blanc sur case noire c1 · Dame blanche sur case blanche d1 · Tour blanche sur case blanche f1 · Roi blanc sur case noire g1 | Tour noire sur case blanche a8 · Fou noir sur case blanche c8 · Dame noire sur case noire d8 · Roi noir sur case blanche e8 · Cavalier noir sur case blanche g8 · Tour noire sur case noire h8 · Pion noir sur case noire a7 · Pion noir sur case blanche b7 · Pion noir sur case noire c7 · Pion noir sur case blanche d7 · Pion noir sur case blanche f7 · Pion noir sur case noire g7 · Pion noir sur case blanche h7 · Cavalier noir sur case blanche c6 · Fou noir sur case noire a5 · Fou blanc sur case blanche c4 · Pion blanc sur case blanche e4 · Pion blanc sur case noire c3 · Pion noir sur case blanche d3 · Cavalier blanc sur case blanche f3 · Pion blanc sur case blanche a2 · Pion blanc sur case noire f2 · Pion blanc sur case blanche g2 · Pion blanc sur case noire h2 · Tour blanche sur case noire a1 · Cavalier blanc sur case blanche b1 · Fou blanc sur case noire c1 · Dame blanche sur case blanche d1 · Tour blanche sur case blanche f1 · Roi blanc sur case noire g1 | Tour noire sur case blanche a8 · Fou noir sur case blanche c8 · Dame noire sur case noire d8 · Roi noir sur case blanche e8 · Cavalier noir sur case blanche g8 · Tour noire sur case noire h8 · Pion noir sur case noire a7 · Pion noir sur case blanche b7 · Pion noir sur case noire c7 · Pion noir sur case blanche d7 · Pion noir sur case blanche f7 · Pion noir sur case noire g7 · Pion noir sur case blanche h7 · Cavalier noir sur case blanche c6 · Fou noir sur case noire a5 · Fou blanc sur case blanche c4 · Pion blanc sur case blanche e4 · Pion blanc sur case noire c3 · Pion noir sur case blanche d3 · Cavalier blanc sur case blanche f3 · Pion blanc sur case blanche a2 · Pion blanc sur case noire f2 · Pion blanc sur case blanche g2 · Pion blanc sur case noire h2 · Tour blanche sur case noire a1 · Cavalier blanc sur case blanche b1 · Fou blanc sur case noire c1 · Dame blanche sur case blanche d1 · Tour blanche sur case blanche f1 · Roi blanc sur case noire g1 | Tour noire sur case blanche a8 · Fou noir sur case blanche c8 · Dame noire sur case noire d8 · Roi noir sur case blanche e8 · Cavalier noir sur case blanche g8 · Tour noire sur case noire h8 · Pion noir sur case noire a7 · Pion noir sur case blanche b7 · Pion noir sur case noire c7 · Pion noir sur case blanche d7 · Pion noir sur case blanche f7 · Pion noir sur case noire g7 · Pion noir sur case blanche h7 · Cavalier noir sur case blanche c6 · Fou noir sur case noire a5 · Fou blanc sur case blanche c4 · Pion blanc sur case blanche e4 · Pion blanc sur case noire c3 · Pion noir sur case blanche d3 · Cavalier blanc sur case blanche f3 · Pion blanc sur case blanche a2 · Pion blanc sur case noire f2 · Pion blanc sur case blanche g2 · Pion blanc sur case noire h2 · Tour blanche sur case noire a1 · Cavalier blanc sur case blanche b1 · Fou blanc sur case noire c1 · Dame blanche sur case blanche d1 · Tour blanche sur case blanche f1 · Roi blanc sur case noire g1 | 7 |
| 6 | Tour noire sur case blanche a8 · Fou noir sur case blanche c8 · Dame noire sur case noire d8 · Roi noir sur case blanche e8 · Cavalier noir sur case blanche g8 · Tour noire sur case noire h8 · Pion noir sur case noire a7 · Pion noir sur case blanche b7 · Pion noir sur case noire c7 · Pion noir sur case blanche d7 · Pion noir sur case blanche f7 · Pion noir sur case noire g7 · Pion noir sur case blanche h7 · Cavalier noir sur case blanche c6 · Fou noir sur case noire a5 · Fou blanc sur case blanche c4 · Pion blanc sur case blanche e4 · Pion blanc sur case noire c3 · Pion noir sur case blanche d3 · Cavalier blanc sur case blanche f3 · Pion blanc sur case blanche a2 · Pion blanc sur case noire f2 · Pion blanc sur case blanche g2 · Pion blanc sur case noire h2 · Tour blanche sur case noire a1 · Cavalier blanc sur case blanche b1 · Fou blanc sur case noire c1 · Dame blanche sur case blanche d1 · Tour blanche sur case blanche f1 · Roi blanc sur case noire g1 | Tour noire sur case blanche a8 · Fou noir sur case blanche c8 · Dame noire sur case noire d8 · Roi noir sur case blanche e8 · Cavalier noir sur case blanche g8 · Tour noire sur case noire h8 · Pion noir sur case noire a7 · Pion noir sur case blanche b7 · Pion noir sur case noire c7 · Pion noir sur case blanche d7 · Pion noir sur case blanche f7 · Pion noir sur case noire g7 · Pion noir sur case blanche h7 · Cavalier noir sur case blanche c6 · Fou noir sur case noire a5 · Fou blanc sur case blanche c4 · Pion blanc sur case blanche e4 · Pion blanc sur case noire c3 · Pion noir sur case blanche d3 · Cavalier blanc sur case blanche f3 · Pion blanc sur case blanche a2 · Pion blanc sur case noire f2 · Pion blanc sur case blanche g2 · Pion blanc sur case noire h2 · Tour blanche sur case noire a1 · Cavalier blanc sur case blanche b1 · Fou blanc sur case noire c1 · Dame blanche sur case blanche d1 · Tour blanche sur case blanche f1 · Roi blanc sur case noire g1 | Tour noire sur case blanche a8 · Fou noir sur case blanche c8 · Dame noire sur case noire d8 · Roi noir sur case blanche e8 · Cavalier noir sur case blanche g8 · Tour noire sur case noire h8 · Pion noir sur case noire a7 · Pion noir sur case blanche b7 · Pion noir sur case noire c7 · Pion noir sur case blanche d7 · Pion noir sur case blanche f7 · Pion noir sur case noire g7 · Pion noir sur case blanche h7 · Cavalier noir sur case blanche c6 · Fou noir sur case noire a5 · Fou blanc sur case blanche c4 · Pion blanc sur case blanche e4 · Pion blanc sur case noire c3 · Pion noir sur case blanche d3 · Cavalier blanc sur case blanche f3 · Pion blanc sur case blanche a2 · Pion blanc sur case noire f2 · Pion blanc sur case blanche g2 · Pion blanc sur case noire h2 · Tour blanche sur case noire a1 · Cavalier blanc sur case blanche b1 · Fou blanc sur case noire c1 · Dame blanche sur case blanche d1 · Tour blanche sur case blanche f1 · Roi blanc sur case noire g1 | Tour noire sur case blanche a8 · Fou noir sur case blanche c8 · Dame noire sur case noire d8 · Roi noir sur case blanche e8 · Cavalier noir sur case blanche g8 · Tour noire sur case noire h8 · Pion noir sur case noire a7 · Pion noir sur case blanche b7 · Pion noir sur case noire c7 · Pion noir sur case blanche d7 · Pion noir sur case blanche f7 · Pion noir sur case noire g7 · Pion noir sur case blanche h7 · Cavalier noir sur case blanche c6 · Fou noir sur case noire a5 · Fou blanc sur case blanche c4 · Pion blanc sur case blanche e4 · Pion blanc sur case noire c3 · Pion noir sur case blanche d3 · Cavalier blanc sur case blanche f3 · Pion blanc sur case blanche a2 · Pion blanc sur case noire f2 · Pion blanc sur case blanche g2 · Pion blanc sur case noire h2 · Tour blanche sur case noire a1 · Cavalier blanc sur case blanche b1 · Fou blanc sur case noire c1 · Dame blanche sur case blanche d1 · Tour blanche sur case blanche f1 · Roi blanc sur case noire g1 | Tour noire sur case blanche a8 · Fou noir sur case blanche c8 · Dame noire sur case noire d8 · Roi noir sur case blanche e8 · Cavalier noir sur case blanche g8 · Tour noire sur case noire h8 · Pion noir sur case noire a7 · Pion noir sur case blanche b7 · Pion noir sur case noire c7 · Pion noir sur case blanche d7 · Pion noir sur case blanche f7 · Pion noir sur case noire g7 · Pion noir sur case blanche h7 · Cavalier noir sur case blanche c6 · Fou noir sur case noire a5 · Fou blanc sur case blanche c4 · Pion blanc sur case blanche e4 · Pion blanc sur case noire c3 · Pion noir sur case blanche d3 · Cavalier blanc sur case blanche f3 · Pion blanc sur case blanche a2 · Pion blanc sur case noire f2 · Pion blanc sur case blanche g2 · Pion blanc sur case noire h2 · Tour blanche sur case noire a1 · Cavalier blanc sur case blanche b1 · Fou blanc sur case noire c1 · Dame blanche sur case blanche d1 · Tour blanche sur case blanche f1 · Roi blanc sur case noire g1 | Tour noire sur case blanche a8 · Fou noir sur case blanche c8 · Dame noire sur case noire d8 · Roi noir sur case blanche e8 · Cavalier noir sur case blanche g8 · Tour noire sur case noire h8 · Pion noir sur case noire a7 · Pion noir sur case blanche b7 · Pion noir sur case noire c7 · Pion noir sur case blanche d7 · Pion noir sur case blanche f7 · Pion noir sur case noire g7 · Pion noir sur case blanche h7 · Cavalier noir sur case blanche c6 · Fou noir sur case noire a5 · Fou blanc sur case blanche c4 · Pion blanc sur case blanche e4 · Pion blanc sur case noire c3 · Pion noir sur case blanche d3 · Cavalier blanc sur case blanche f3 · Pion blanc sur case blanche a2 · Pion blanc sur case noire f2 · Pion blanc sur case blanche g2 · Pion blanc sur case noire h2 · Tour blanche sur case noire a1 · Cavalier blanc sur case blanche b1 · Fou blanc sur case noire c1 · Dame blanche sur case blanche d1 · Tour blanche sur case blanche f1 · Roi blanc sur case noire g1 | Tour noire sur case blanche a8 · Fou noir sur case blanche c8 · Dame noire sur case noire d8 · Roi noir sur case blanche e8 · Cavalier noir sur case blanche g8 · Tour noire sur case noire h8 · Pion noir sur case noire a7 · Pion noir sur case blanche b7 · Pion noir sur case noire c7 · Pion noir sur case blanche d7 · Pion noir sur case blanche f7 · Pion noir sur case noire g7 · Pion noir sur case blanche h7 · Cavalier noir sur case blanche c6 · Fou noir sur case noire a5 · Fou blanc sur case blanche c4 · Pion blanc sur case blanche e4 · Pion blanc sur case noire c3 · Pion noir sur case blanche d3 · Cavalier blanc sur case blanche f3 · Pion blanc sur case blanche a2 · Pion blanc sur case noire f2 · Pion blanc sur case blanche g2 · Pion blanc sur case noire h2 · Tour blanche sur case noire a1 · Cavalier blanc sur case blanche b1 · Fou blanc sur case noire c1 · Dame blanche sur case blanche d1 · Tour blanche sur case blanche f1 · Roi blanc sur case noire g1 | Tour noire sur case blanche a8 · Fou noir sur case blanche c8 · Dame noire sur case noire d8 · Roi noir sur case blanche e8 · Cavalier noir sur case blanche g8 · Tour noire sur case noire h8 · Pion noir sur case noire a7 · Pion noir sur case blanche b7 · Pion noir sur case noire c7 · Pion noir sur case blanche d7 · Pion noir sur case blanche f7 · Pion noir sur case noire g7 · Pion noir sur case blanche h7 · Cavalier noir sur case blanche c6 · Fou noir sur case noire a5 · Fou blanc sur case blanche c4 · Pion blanc sur case blanche e4 · Pion blanc sur case noire c3 · Pion noir sur case blanche d3 · Cavalier blanc sur case blanche f3 · Pion blanc sur case blanche a2 · Pion blanc sur case noire f2 · Pion blanc sur case blanche g2 · Pion blanc sur case noire h2 · Tour blanche sur case noire a1 · Cavalier blanc sur case blanche b1 · Fou blanc sur case noire c1 · Dame blanche sur case blanche d1 · Tour blanche sur case blanche f1 · Roi blanc sur case noire g1 | 6 |
| 5 | Tour noire sur case blanche a8 · Fou noir sur case blanche c8 · Dame noire sur case noire d8 · Roi noir sur case blanche e8 · Cavalier noir sur case blanche g8 · Tour noire sur case noire h8 · Pion noir sur case noire a7 · Pion noir sur case blanche b7 · Pion noir sur case noire c7 · Pion noir sur case blanche d7 · Pion noir sur case blanche f7 · Pion noir sur case noire g7 · Pion noir sur case blanche h7 · Cavalier noir sur case blanche c6 · Fou noir sur case noire a5 · Fou blanc sur case blanche c4 · Pion blanc sur case blanche e4 · Pion blanc sur case noire c3 · Pion noir sur case blanche d3 · Cavalier blanc sur case blanche f3 · Pion blanc sur case blanche a2 · Pion blanc sur case noire f2 · Pion blanc sur case blanche g2 · Pion blanc sur case noire h2 · Tour blanche sur case noire a1 · Cavalier blanc sur case blanche b1 · Fou blanc sur case noire c1 · Dame blanche sur case blanche d1 · Tour blanche sur case blanche f1 · Roi blanc sur case noire g1 | Tour noire sur case blanche a8 · Fou noir sur case blanche c8 · Dame noire sur case noire d8 · Roi noir sur case blanche e8 · Cavalier noir sur case blanche g8 · Tour noire sur case noire h8 · Pion noir sur case noire a7 · Pion noir sur case blanche b7 · Pion noir sur case noire c7 · Pion noir sur case blanche d7 · Pion noir sur case blanche f7 · Pion noir sur case noire g7 · Pion noir sur case blanche h7 · Cavalier noir sur case blanche c6 · Fou noir sur case noire a5 · Fou blanc sur case blanche c4 · Pion blanc sur case blanche e4 · Pion blanc sur case noire c3 · Pion noir sur case blanche d3 · Cavalier blanc sur case blanche f3 · Pion blanc sur case blanche a2 · Pion blanc sur case noire f2 · Pion blanc sur case blanche g2 · Pion blanc sur case noire h2 · Tour blanche sur case noire a1 · Cavalier blanc sur case blanche b1 · Fou blanc sur case noire c1 · Dame blanche sur case blanche d1 · Tour blanche sur case blanche f1 · Roi blanc sur case noire g1 | Tour noire sur case blanche a8 · Fou noir sur case blanche c8 · Dame noire sur case noire d8 · Roi noir sur case blanche e8 · Cavalier noir sur case blanche g8 · Tour noire sur case noire h8 · Pion noir sur case noire a7 · Pion noir sur case blanche b7 · Pion noir sur case noire c7 · Pion noir sur case blanche d7 · Pion noir sur case blanche f7 · Pion noir sur case noire g7 · Pion noir sur case blanche h7 · Cavalier noir sur case blanche c6 · Fou noir sur case noire a5 · Fou blanc sur case blanche c4 · Pion blanc sur case blanche e4 · Pion blanc sur case noire c3 · Pion noir sur case blanche d3 · Cavalier blanc sur case blanche f3 · Pion blanc sur case blanche a2 · Pion blanc sur case noire f2 · Pion blanc sur case blanche g2 · Pion blanc sur case noire h2 · Tour blanche sur case noire a1 · Cavalier blanc sur case blanche b1 · Fou blanc sur case noire c1 · Dame blanche sur case blanche d1 · Tour blanche sur case blanche f1 · Roi blanc sur case noire g1 | Tour noire sur case blanche a8 · Fou noir sur case blanche c8 · Dame noire sur case noire d8 · Roi noir sur case blanche e8 · Cavalier noir sur case blanche g8 · Tour noire sur case noire h8 · Pion noir sur case noire a7 · Pion noir sur case blanche b7 · Pion noir sur case noire c7 · Pion noir sur case blanche d7 · Pion noir sur case blanche f7 · Pion noir sur case noire g7 · Pion noir sur case blanche h7 · Cavalier noir sur case blanche c6 · Fou noir sur case noire a5 · Fou blanc sur case blanche c4 · Pion blanc sur case blanche e4 · Pion blanc sur case noire c3 · Pion noir sur case blanche d3 · Cavalier blanc sur case blanche f3 · Pion blanc sur case blanche a2 · Pion blanc sur case noire f2 · Pion blanc sur case blanche g2 · Pion blanc sur case noire h2 · Tour blanche sur case noire a1 · Cavalier blanc sur case blanche b1 · Fou blanc sur case noire c1 · Dame blanche sur case blanche d1 · Tour blanche sur case blanche f1 · Roi blanc sur case noire g1 | Tour noire sur case blanche a8 · Fou noir sur case blanche c8 · Dame noire sur case noire d8 · Roi noir sur case blanche e8 · Cavalier noir sur case blanche g8 · Tour noire sur case noire h8 · Pion noir sur case noire a7 · Pion noir sur case blanche b7 · Pion noir sur case noire c7 · Pion noir sur case blanche d7 · Pion noir sur case blanche f7 · Pion noir sur case noire g7 · Pion noir sur case blanche h7 · Cavalier noir sur case blanche c6 · Fou noir sur case noire a5 · Fou blanc sur case blanche c4 · Pion blanc sur case blanche e4 · Pion blanc sur case noire c3 · Pion noir sur case blanche d3 · Cavalier blanc sur case blanche f3 · Pion blanc sur case blanche a2 · Pion blanc sur case noire f2 · Pion blanc sur case blanche g2 · Pion blanc sur case noire h2 · Tour blanche sur case noire a1 · Cavalier blanc sur case blanche b1 · Fou blanc sur case noire c1 · Dame blanche sur case blanche d1 · Tour blanche sur case blanche f1 · Roi blanc sur case noire g1 | Tour noire sur case blanche a8 · Fou noir sur case blanche c8 · Dame noire sur case noire d8 · Roi noir sur case blanche e8 · Cavalier noir sur case blanche g8 · Tour noire sur case noire h8 · Pion noir sur case noire a7 · Pion noir sur case blanche b7 · Pion noir sur case noire c7 · Pion noir sur case blanche d7 · Pion noir sur case blanche f7 · Pion noir sur case noire g7 · Pion noir sur case blanche h7 · Cavalier noir sur case blanche c6 · Fou noir sur case noire a5 · Fou blanc sur case blanche c4 · Pion blanc sur case blanche e4 · Pion blanc sur case noire c3 · Pion noir sur case blanche d3 · Cavalier blanc sur case blanche f3 · Pion blanc sur case blanche a2 · Pion blanc sur case noire f2 · Pion blanc sur case blanche g2 · Pion blanc sur case noire h2 · Tour blanche sur case noire a1 · Cavalier blanc sur case blanche b1 · Fou blanc sur case noire c1 · Dame blanche sur case blanche d1 · Tour blanche sur case blanche f1 · Roi blanc sur case noire g1 | Tour noire sur case blanche a8 · Fou noir sur case blanche c8 · Dame noire sur case noire d8 · Roi noir sur case blanche e8 · Cavalier noir sur case blanche g8 · Tour noire sur case noire h8 · Pion noir sur case noire a7 · Pion noir sur case blanche b7 · Pion noir sur case noire c7 · Pion noir sur case blanche d7 · Pion noir sur case blanche f7 · Pion noir sur case noire g7 · Pion noir sur case blanche h7 · Cavalier noir sur case blanche c6 · Fou noir sur case noire a5 · Fou blanc sur case blanche c4 · Pion blanc sur case blanche e4 · Pion blanc sur case noire c3 · Pion noir sur case blanche d3 · Cavalier blanc sur case blanche f3 · Pion blanc sur case blanche a2 · Pion blanc sur case noire f2 · Pion blanc sur case blanche g2 · Pion blanc sur case noire h2 · Tour blanche sur case noire a1 · Cavalier blanc sur case blanche b1 · Fou blanc sur case noire c1 · Dame blanche sur case blanche d1 · Tour blanche sur case blanche f1 · Roi blanc sur case noire g1 | Tour noire sur case blanche a8 · Fou noir sur case blanche c8 · Dame noire sur case noire d8 · Roi noir sur case blanche e8 · Cavalier noir sur case blanche g8 · Tour noire sur case noire h8 · Pion noir sur case noire a7 · Pion noir sur case blanche b7 · Pion noir sur case noire c7 · Pion noir sur case blanche d7 · Pion noir sur case blanche f7 · Pion noir sur case noire g7 · Pion noir sur case blanche h7 · Cavalier noir sur case blanche c6 · Fou noir sur case noire a5 · Fou blanc sur case blanche c4 · Pion blanc sur case blanche e4 · Pion blanc sur case noire c3 · Pion noir sur case blanche d3 · Cavalier blanc sur case blanche f3 · Pion blanc sur case blanche a2 · Pion blanc sur case noire f2 · Pion blanc sur case blanche g2 · Pion blanc sur case noire h2 · Tour blanche sur case noire a1 · Cavalier blanc sur case blanche b1 · Fou blanc sur case noire c1 · Dame blanche sur case blanche d1 · Tour blanche sur case blanche f1 · Roi blanc sur case noire g1 | 5 |
| 4 | Tour noire sur case blanche a8 · Fou noir sur case blanche c8 · Dame noire sur case noire d8 · Roi noir sur case blanche e8 · Cavalier noir sur case blanche g8 · Tour noire sur case noire h8 · Pion noir sur case noire a7 · Pion noir sur case blanche b7 · Pion noir sur case noire c7 · Pion noir sur case blanche d7 · Pion noir sur case blanche f7 · Pion noir sur case noire g7 · Pion noir sur case blanche h7 · Cavalier noir sur case blanche c6 · Fou noir sur case noire a5 · Fou blanc sur case blanche c4 · Pion blanc sur case blanche e4 · Pion blanc sur case noire c3 · Pion noir sur case blanche d3 · Cavalier blanc sur case blanche f3 · Pion blanc sur case blanche a2 · Pion blanc sur case noire f2 · Pion blanc sur case blanche g2 · Pion blanc sur case noire h2 · Tour blanche sur case noire a1 · Cavalier blanc sur case blanche b1 · Fou blanc sur case noire c1 · Dame blanche sur case blanche d1 · Tour blanche sur case blanche f1 · Roi blanc sur case noire g1 | Tour noire sur case blanche a8 · Fou noir sur case blanche c8 · Dame noire sur case noire d8 · Roi noir sur case blanche e8 · Cavalier noir sur case blanche g8 · Tour noire sur case noire h8 · Pion noir sur case noire a7 · Pion noir sur case blanche b7 · Pion noir sur case noire c7 · Pion noir sur case blanche d7 · Pion noir sur case blanche f7 · Pion noir sur case noire g7 · Pion noir sur case blanche h7 · Cavalier noir sur case blanche c6 · Fou noir sur case noire a5 · Fou blanc sur case blanche c4 · Pion blanc sur case blanche e4 · Pion blanc sur case noire c3 · Pion noir sur case blanche d3 · Cavalier blanc sur case blanche f3 · Pion blanc sur case blanche a2 · Pion blanc sur case noire f2 · Pion blanc sur case blanche g2 · Pion blanc sur case noire h2 · Tour blanche sur case noire a1 · Cavalier blanc sur case blanche b1 · Fou blanc sur case noire c1 · Dame blanche sur case blanche d1 · Tour blanche sur case blanche f1 · Roi blanc sur case noire g1 | Tour noire sur case blanche a8 · Fou noir sur case blanche c8 · Dame noire sur case noire d8 · Roi noir sur case blanche e8 · Cavalier noir sur case blanche g8 · Tour noire sur case noire h8 · Pion noir sur case noire a7 · Pion noir sur case blanche b7 · Pion noir sur case noire c7 · Pion noir sur case blanche d7 · Pion noir sur case blanche f7 · Pion noir sur case noire g7 · Pion noir sur case blanche h7 · Cavalier noir sur case blanche c6 · Fou noir sur case noire a5 · Fou blanc sur case blanche c4 · Pion blanc sur case blanche e4 · Pion blanc sur case noire c3 · Pion noir sur case blanche d3 · Cavalier blanc sur case blanche f3 · Pion blanc sur case blanche a2 · Pion blanc sur case noire f2 · Pion blanc sur case blanche g2 · Pion blanc sur case noire h2 · Tour blanche sur case noire a1 · Cavalier blanc sur case blanche b1 · Fou blanc sur case noire c1 · Dame blanche sur case blanche d1 · Tour blanche sur case blanche f1 · Roi blanc sur case noire g1 | Tour noire sur case blanche a8 · Fou noir sur case blanche c8 · Dame noire sur case noire d8 · Roi noir sur case blanche e8 · Cavalier noir sur case blanche g8 · Tour noire sur case noire h8 · Pion noir sur case noire a7 · Pion noir sur case blanche b7 · Pion noir sur case noire c7 · Pion noir sur case blanche d7 · Pion noir sur case blanche f7 · Pion noir sur case noire g7 · Pion noir sur case blanche h7 · Cavalier noir sur case blanche c6 · Fou noir sur case noire a5 · Fou blanc sur case blanche c4 · Pion blanc sur case blanche e4 · Pion blanc sur case noire c3 · Pion noir sur case blanche d3 · Cavalier blanc sur case blanche f3 · Pion blanc sur case blanche a2 · Pion blanc sur case noire f2 · Pion blanc sur case blanche g2 · Pion blanc sur case noire h2 · Tour blanche sur case noire a1 · Cavalier blanc sur case blanche b1 · Fou blanc sur case noire c1 · Dame blanche sur case blanche d1 · Tour blanche sur case blanche f1 · Roi blanc sur case noire g1 | Tour noire sur case blanche a8 · Fou noir sur case blanche c8 · Dame noire sur case noire d8 · Roi noir sur case blanche e8 · Cavalier noir sur case blanche g8 · Tour noire sur case noire h8 · Pion noir sur case noire a7 · Pion noir sur case blanche b7 · Pion noir sur case noire c7 · Pion noir sur case blanche d7 · Pion noir sur case blanche f7 · Pion noir sur case noire g7 · Pion noir sur case blanche h7 · Cavalier noir sur case blanche c6 · Fou noir sur case noire a5 · Fou blanc sur case blanche c4 · Pion blanc sur case blanche e4 · Pion blanc sur case noire c3 · Pion noir sur case blanche d3 · Cavalier blanc sur case blanche f3 · Pion blanc sur case blanche a2 · Pion blanc sur case noire f2 · Pion blanc sur case blanche g2 · Pion blanc sur case noire h2 · Tour blanche sur case noire a1 · Cavalier blanc sur case blanche b1 · Fou blanc sur case noire c1 · Dame blanche sur case blanche d1 · Tour blanche sur case blanche f1 · Roi blanc sur case noire g1 | Tour noire sur case blanche a8 · Fou noir sur case blanche c8 · Dame noire sur case noire d8 · Roi noir sur case blanche e8 · Cavalier noir sur case blanche g8 · Tour noire sur case noire h8 · Pion noir sur case noire a7 · Pion noir sur case blanche b7 · Pion noir sur case noire c7 · Pion noir sur case blanche d7 · Pion noir sur case blanche f7 · Pion noir sur case noire g7 · Pion noir sur case blanche h7 · Cavalier noir sur case blanche c6 · Fou noir sur case noire a5 · Fou blanc sur case blanche c4 · Pion blanc sur case blanche e4 · Pion blanc sur case noire c3 · Pion noir sur case blanche d3 · Cavalier blanc sur case blanche f3 · Pion blanc sur case blanche a2 · Pion blanc sur case noire f2 · Pion blanc sur case blanche g2 · Pion blanc sur case noire h2 · Tour blanche sur case noire a1 · Cavalier blanc sur case blanche b1 · Fou blanc sur case noire c1 · Dame blanche sur case blanche d1 · Tour blanche sur case blanche f1 · Roi blanc sur case noire g1 | Tour noire sur case blanche a8 · Fou noir sur case blanche c8 · Dame noire sur case noire d8 · Roi noir sur case blanche e8 · Cavalier noir sur case blanche g8 · Tour noire sur case noire h8 · Pion noir sur case noire a7 · Pion noir sur case blanche b7 · Pion noir sur case noire c7 · Pion noir sur case blanche d7 · Pion noir sur case blanche f7 · Pion noir sur case noire g7 · Pion noir sur case blanche h7 · Cavalier noir sur case blanche c6 · Fou noir sur case noire a5 · Fou blanc sur case blanche c4 · Pion blanc sur case blanche e4 · Pion blanc sur case noire c3 · Pion noir sur case blanche d3 · Cavalier blanc sur case blanche f3 · Pion blanc sur case blanche a2 · Pion blanc sur case noire f2 · Pion blanc sur case blanche g2 · Pion blanc sur case noire h2 · Tour blanche sur case noire a1 · Cavalier blanc sur case blanche b1 · Fou blanc sur case noire c1 · Dame blanche sur case blanche d1 · Tour blanche sur case blanche f1 · Roi blanc sur case noire g1 | Tour noire sur case blanche a8 · Fou noir sur case blanche c8 · Dame noire sur case noire d8 · Roi noir sur case blanche e8 · Cavalier noir sur case blanche g8 · Tour noire sur case noire h8 · Pion noir sur case noire a7 · Pion noir sur case blanche b7 · Pion noir sur case noire c7 · Pion noir sur case blanche d7 · Pion noir sur case blanche f7 · Pion noir sur case noire g7 · Pion noir sur case blanche h7 · Cavalier noir sur case blanche c6 · Fou noir sur case noire a5 · Fou blanc sur case blanche c4 · Pion blanc sur case blanche e4 · Pion blanc sur case noire c3 · Pion noir sur case blanche d3 · Cavalier blanc sur case blanche f3 · Pion blanc sur case blanche a2 · Pion blanc sur case noire f2 · Pion blanc sur case blanche g2 · Pion blanc sur case noire h2 · Tour blanche sur case noire a1 · Cavalier blanc sur case blanche b1 · Fou blanc sur case noire c1 · Dame blanche sur case blanche d1 · Tour blanche sur case blanche f1 · Roi blanc sur case noire g1 | 4 |
| 3 | Tour noire sur case blanche a8 · Fou noir sur case blanche c8 · Dame noire sur case noire d8 · Roi noir sur case blanche e8 · Cavalier noir sur case blanche g8 · Tour noire sur case noire h8 · Pion noir sur case noire a7 · Pion noir sur case blanche b7 · Pion noir sur case noire c7 · Pion noir sur case blanche d7 · Pion noir sur case blanche f7 · Pion noir sur case noire g7 · Pion noir sur case blanche h7 · Cavalier noir sur case blanche c6 · Fou noir sur case noire a5 · Fou blanc sur case blanche c4 · Pion blanc sur case blanche e4 · Pion blanc sur case noire c3 · Pion noir sur case blanche d3 · Cavalier blanc sur case blanche f3 · Pion blanc sur case blanche a2 · Pion blanc sur case noire f2 · Pion blanc sur case blanche g2 · Pion blanc sur case noire h2 · Tour blanche sur case noire a1 · Cavalier blanc sur case blanche b1 · Fou blanc sur case noire c1 · Dame blanche sur case blanche d1 · Tour blanche sur case blanche f1 · Roi blanc sur case noire g1 | Tour noire sur case blanche a8 · Fou noir sur case blanche c8 · Dame noire sur case noire d8 · Roi noir sur case blanche e8 · Cavalier noir sur case blanche g8 · Tour noire sur case noire h8 · Pion noir sur case noire a7 · Pion noir sur case blanche b7 · Pion noir sur case noire c7 · Pion noir sur case blanche d7 · Pion noir sur case blanche f7 · Pion noir sur case noire g7 · Pion noir sur case blanche h7 · Cavalier noir sur case blanche c6 · Fou noir sur case noire a5 · Fou blanc sur case blanche c4 · Pion blanc sur case blanche e4 · Pion blanc sur case noire c3 · Pion noir sur case blanche d3 · Cavalier blanc sur case blanche f3 · Pion blanc sur case blanche a2 · Pion blanc sur case noire f2 · Pion blanc sur case blanche g2 · Pion blanc sur case noire h2 · Tour blanche sur case noire a1 · Cavalier blanc sur case blanche b1 · Fou blanc sur case noire c1 · Dame blanche sur case blanche d1 · Tour blanche sur case blanche f1 · Roi blanc sur case noire g1 | Tour noire sur case blanche a8 · Fou noir sur case blanche c8 · Dame noire sur case noire d8 · Roi noir sur case blanche e8 · Cavalier noir sur case blanche g8 · Tour noire sur case noire h8 · Pion noir sur case noire a7 · Pion noir sur case blanche b7 · Pion noir sur case noire c7 · Pion noir sur case blanche d7 · Pion noir sur case blanche f7 · Pion noir sur case noire g7 · Pion noir sur case blanche h7 · Cavalier noir sur case blanche c6 · Fou noir sur case noire a5 · Fou blanc sur case blanche c4 · Pion blanc sur case blanche e4 · Pion blanc sur case noire c3 · Pion noir sur case blanche d3 · Cavalier blanc sur case blanche f3 · Pion blanc sur case blanche a2 · Pion blanc sur case noire f2 · Pion blanc sur case blanche g2 · Pion blanc sur case noire h2 · Tour blanche sur case noire a1 · Cavalier blanc sur case blanche b1 · Fou blanc sur case noire c1 · Dame blanche sur case blanche d1 · Tour blanche sur case blanche f1 · Roi blanc sur case noire g1 | Tour noire sur case blanche a8 · Fou noir sur case blanche c8 · Dame noire sur case noire d8 · Roi noir sur case blanche e8 · Cavalier noir sur case blanche g8 · Tour noire sur case noire h8 · Pion noir sur case noire a7 · Pion noir sur case blanche b7 · Pion noir sur case noire c7 · Pion noir sur case blanche d7 · Pion noir sur case blanche f7 · Pion noir sur case noire g7 · Pion noir sur case blanche h7 · Cavalier noir sur case blanche c6 · Fou noir sur case noire a5 · Fou blanc sur case blanche c4 · Pion blanc sur case blanche e4 · Pion blanc sur case noire c3 · Pion noir sur case blanche d3 · Cavalier blanc sur case blanche f3 · Pion blanc sur case blanche a2 · Pion blanc sur case noire f2 · Pion blanc sur case blanche g2 · Pion blanc sur case noire h2 · Tour blanche sur case noire a1 · Cavalier blanc sur case blanche b1 · Fou blanc sur case noire c1 · Dame blanche sur case blanche d1 · Tour blanche sur case blanche f1 · Roi blanc sur case noire g1 | Tour noire sur case blanche a8 · Fou noir sur case blanche c8 · Dame noire sur case noire d8 · Roi noir sur case blanche e8 · Cavalier noir sur case blanche g8 · Tour noire sur case noire h8 · Pion noir sur case noire a7 · Pion noir sur case blanche b7 · Pion noir sur case noire c7 · Pion noir sur case blanche d7 · Pion noir sur case blanche f7 · Pion noir sur case noire g7 · Pion noir sur case blanche h7 · Cavalier noir sur case blanche c6 · Fou noir sur case noire a5 · Fou blanc sur case blanche c4 · Pion blanc sur case blanche e4 · Pion blanc sur case noire c3 · Pion noir sur case blanche d3 · Cavalier blanc sur case blanche f3 · Pion blanc sur case blanche a2 · Pion blanc sur case noire f2 · Pion blanc sur case blanche g2 · Pion blanc sur case noire h2 · Tour blanche sur case noire a1 · Cavalier blanc sur case blanche b1 · Fou blanc sur case noire c1 · Dame blanche sur case blanche d1 · Tour blanche sur case blanche f1 · Roi blanc sur case noire g1 | Tour noire sur case blanche a8 · Fou noir sur case blanche c8 · Dame noire sur case noire d8 · Roi noir sur case blanche e8 · Cavalier noir sur case blanche g8 · Tour noire sur case noire h8 · Pion noir sur case noire a7 · Pion noir sur case blanche b7 · Pion noir sur case noire c7 · Pion noir sur case blanche d7 · Pion noir sur case blanche f7 · Pion noir sur case noire g7 · Pion noir sur case blanche h7 · Cavalier noir sur case blanche c6 · Fou noir sur case noire a5 · Fou blanc sur case blanche c4 · Pion blanc sur case blanche e4 · Pion blanc sur case noire c3 · Pion noir sur case blanche d3 · Cavalier blanc sur case blanche f3 · Pion blanc sur case blanche a2 · Pion blanc sur case noire f2 · Pion blanc sur case blanche g2 · Pion blanc sur case noire h2 · Tour blanche sur case noire a1 · Cavalier blanc sur case blanche b1 · Fou blanc sur case noire c1 · Dame blanche sur case blanche d1 · Tour blanche sur case blanche f1 · Roi blanc sur case noire g1 | Tour noire sur case blanche a8 · Fou noir sur case blanche c8 · Dame noire sur case noire d8 · Roi noir sur case blanche e8 · Cavalier noir sur case blanche g8 · Tour noire sur case noire h8 · Pion noir sur case noire a7 · Pion noir sur case blanche b7 · Pion noir sur case noire c7 · Pion noir sur case blanche d7 · Pion noir sur case blanche f7 · Pion noir sur case noire g7 · Pion noir sur case blanche h7 · Cavalier noir sur case blanche c6 · Fou noir sur case noire a5 · Fou blanc sur case blanche c4 · Pion blanc sur case blanche e4 · Pion blanc sur case noire c3 · Pion noir sur case blanche d3 · Cavalier blanc sur case blanche f3 · Pion blanc sur case blanche a2 · Pion blanc sur case noire f2 · Pion blanc sur case blanche g2 · Pion blanc sur case noire h2 · Tour blanche sur case noire a1 · Cavalier blanc sur case blanche b1 · Fou blanc sur case noire c1 · Dame blanche sur case blanche d1 · Tour blanche sur case blanche f1 · Roi blanc sur case noire g1 | Tour noire sur case blanche a8 · Fou noir sur case blanche c8 · Dame noire sur case noire d8 · Roi noir sur case blanche e8 · Cavalier noir sur case blanche g8 · Tour noire sur case noire h8 · Pion noir sur case noire a7 · Pion noir sur case blanche b7 · Pion noir sur case noire c7 · Pion noir sur case blanche d7 · Pion noir sur case blanche f7 · Pion noir sur case noire g7 · Pion noir sur case blanche h7 · Cavalier noir sur case blanche c6 · Fou noir sur case noire a5 · Fou blanc sur case blanche c4 · Pion blanc sur case blanche e4 · Pion blanc sur case noire c3 · Pion noir sur case blanche d3 · Cavalier blanc sur case blanche f3 · Pion blanc sur case blanche a2 · Pion blanc sur case noire f2 · Pion blanc sur case blanche g2 · Pion blanc sur case noire h2 · Tour blanche sur case noire a1 · Cavalier blanc sur case blanche b1 · Fou blanc sur case noire c1 · Dame blanche sur case blanche d1 · Tour blanche sur case blanche f1 · Roi blanc sur case noire g1 | 3 |
| 2 | Tour noire sur case blanche a8 · Fou noir sur case blanche c8 · Dame noire sur case noire d8 · Roi noir sur case blanche e8 · Cavalier noir sur case blanche g8 · Tour noire sur case noire h8 · Pion noir sur case noire a7 · Pion noir sur case blanche b7 · Pion noir sur case noire c7 · Pion noir sur case blanche d7 · Pion noir sur case blanche f7 · Pion noir sur case noire g7 · Pion noir sur case blanche h7 · Cavalier noir sur case blanche c6 · Fou noir sur case noire a5 · Fou blanc sur case blanche c4 · Pion blanc sur case blanche e4 · Pion blanc sur case noire c3 · Pion noir sur case blanche d3 · Cavalier blanc sur case blanche f3 · Pion blanc sur case blanche a2 · Pion blanc sur case noire f2 · Pion blanc sur case blanche g2 · Pion blanc sur case noire h2 · Tour blanche sur case noire a1 · Cavalier blanc sur case blanche b1 · Fou blanc sur case noire c1 · Dame blanche sur case blanche d1 · Tour blanche sur case blanche f1 · Roi blanc sur case noire g1 | Tour noire sur case blanche a8 · Fou noir sur case blanche c8 · Dame noire sur case noire d8 · Roi noir sur case blanche e8 · Cavalier noir sur case blanche g8 · Tour noire sur case noire h8 · Pion noir sur case noire a7 · Pion noir sur case blanche b7 · Pion noir sur case noire c7 · Pion noir sur case blanche d7 · Pion noir sur case blanche f7 · Pion noir sur case noire g7 · Pion noir sur case blanche h7 · Cavalier noir sur case blanche c6 · Fou noir sur case noire a5 · Fou blanc sur case blanche c4 · Pion blanc sur case blanche e4 · Pion blanc sur case noire c3 · Pion noir sur case blanche d3 · Cavalier blanc sur case blanche f3 · Pion blanc sur case blanche a2 · Pion blanc sur case noire f2 · Pion blanc sur case blanche g2 · Pion blanc sur case noire h2 · Tour blanche sur case noire a1 · Cavalier blanc sur case blanche b1 · Fou blanc sur case noire c1 · Dame blanche sur case blanche d1 · Tour blanche sur case blanche f1 · Roi blanc sur case noire g1 | Tour noire sur case blanche a8 · Fou noir sur case blanche c8 · Dame noire sur case noire d8 · Roi noir sur case blanche e8 · Cavalier noir sur case blanche g8 · Tour noire sur case noire h8 · Pion noir sur case noire a7 · Pion noir sur case blanche b7 · Pion noir sur case noire c7 · Pion noir sur case blanche d7 · Pion noir sur case blanche f7 · Pion noir sur case noire g7 · Pion noir sur case blanche h7 · Cavalier noir sur case blanche c6 · Fou noir sur case noire a5 · Fou blanc sur case blanche c4 · Pion blanc sur case blanche e4 · Pion blanc sur case noire c3 · Pion noir sur case blanche d3 · Cavalier blanc sur case blanche f3 · Pion blanc sur case blanche a2 · Pion blanc sur case noire f2 · Pion blanc sur case blanche g2 · Pion blanc sur case noire h2 · Tour blanche sur case noire a1 · Cavalier blanc sur case blanche b1 · Fou blanc sur case noire c1 · Dame blanche sur case blanche d1 · Tour blanche sur case blanche f1 · Roi blanc sur case noire g1 | Tour noire sur case blanche a8 · Fou noir sur case blanche c8 · Dame noire sur case noire d8 · Roi noir sur case blanche e8 · Cavalier noir sur case blanche g8 · Tour noire sur case noire h8 · Pion noir sur case noire a7 · Pion noir sur case blanche b7 · Pion noir sur case noire c7 · Pion noir sur case blanche d7 · Pion noir sur case blanche f7 · Pion noir sur case noire g7 · Pion noir sur case blanche h7 · Cavalier noir sur case blanche c6 · Fou noir sur case noire a5 · Fou blanc sur case blanche c4 · Pion blanc sur case blanche e4 · Pion blanc sur case noire c3 · Pion noir sur case blanche d3 · Cavalier blanc sur case blanche f3 · Pion blanc sur case blanche a2 · Pion blanc sur case noire f2 · Pion blanc sur case blanche g2 · Pion blanc sur case noire h2 · Tour blanche sur case noire a1 · Cavalier blanc sur case blanche b1 · Fou blanc sur case noire c1 · Dame blanche sur case blanche d1 · Tour blanche sur case blanche f1 · Roi blanc sur case noire g1 | Tour noire sur case blanche a8 · Fou noir sur case blanche c8 · Dame noire sur case noire d8 · Roi noir sur case blanche e8 · Cavalier noir sur case blanche g8 · Tour noire sur case noire h8 · Pion noir sur case noire a7 · Pion noir sur case blanche b7 · Pion noir sur case noire c7 · Pion noir sur case blanche d7 · Pion noir sur case blanche f7 · Pion noir sur case noire g7 · Pion noir sur case blanche h7 · Cavalier noir sur case blanche c6 · Fou noir sur case noire a5 · Fou blanc sur case blanche c4 · Pion blanc sur case blanche e4 · Pion blanc sur case noire c3 · Pion noir sur case blanche d3 · Cavalier blanc sur case blanche f3 · Pion blanc sur case blanche a2 · Pion blanc sur case noire f2 · Pion blanc sur case blanche g2 · Pion blanc sur case noire h2 · Tour blanche sur case noire a1 · Cavalier blanc sur case blanche b1 · Fou blanc sur case noire c1 · Dame blanche sur case blanche d1 · Tour blanche sur case blanche f1 · Roi blanc sur case noire g1 | Tour noire sur case blanche a8 · Fou noir sur case blanche c8 · Dame noire sur case noire d8 · Roi noir sur case blanche e8 · Cavalier noir sur case blanche g8 · Tour noire sur case noire h8 · Pion noir sur case noire a7 · Pion noir sur case blanche b7 · Pion noir sur case noire c7 · Pion noir sur case blanche d7 · Pion noir sur case blanche f7 · Pion noir sur case noire g7 · Pion noir sur case blanche h7 · Cavalier noir sur case blanche c6 · Fou noir sur case noire a5 · Fou blanc sur case blanche c4 · Pion blanc sur case blanche e4 · Pion blanc sur case noire c3 · Pion noir sur case blanche d3 · Cavalier blanc sur case blanche f3 · Pion blanc sur case blanche a2 · Pion blanc sur case noire f2 · Pion blanc sur case blanche g2 · Pion blanc sur case noire h2 · Tour blanche sur case noire a1 · Cavalier blanc sur case blanche b1 · Fou blanc sur case noire c1 · Dame blanche sur case blanche d1 · Tour blanche sur case blanche f1 · Roi blanc sur case noire g1 | Tour noire sur case blanche a8 · Fou noir sur case blanche c8 · Dame noire sur case noire d8 · Roi noir sur case blanche e8 · Cavalier noir sur case blanche g8 · Tour noire sur case noire h8 · Pion noir sur case noire a7 · Pion noir sur case blanche b7 · Pion noir sur case noire c7 · Pion noir sur case blanche d7 · Pion noir sur case blanche f7 · Pion noir sur case noire g7 · Pion noir sur case blanche h7 · Cavalier noir sur case blanche c6 · Fou noir sur case noire a5 · Fou blanc sur case blanche c4 · Pion blanc sur case blanche e4 · Pion blanc sur case noire c3 · Pion noir sur case blanche d3 · Cavalier blanc sur case blanche f3 · Pion blanc sur case blanche a2 · Pion blanc sur case noire f2 · Pion blanc sur case blanche g2 · Pion blanc sur case noire h2 · Tour blanche sur case noire a1 · Cavalier blanc sur case blanche b1 · Fou blanc sur case noire c1 · Dame blanche sur case blanche d1 · Tour blanche sur case blanche f1 · Roi blanc sur case noire g1 | Tour noire sur case blanche a8 · Fou noir sur case blanche c8 · Dame noire sur case noire d8 · Roi noir sur case blanche e8 · Cavalier noir sur case blanche g8 · Tour noire sur case noire h8 · Pion noir sur case noire a7 · Pion noir sur case blanche b7 · Pion noir sur case noire c7 · Pion noir sur case blanche d7 · Pion noir sur case blanche f7 · Pion noir sur case noire g7 · Pion noir sur case blanche h7 · Cavalier noir sur case blanche c6 · Fou noir sur case noire a5 · Fou blanc sur case blanche c4 · Pion blanc sur case blanche e4 · Pion blanc sur case noire c3 · Pion noir sur case blanche d3 · Cavalier blanc sur case blanche f3 · Pion blanc sur case blanche a2 · Pion blanc sur case noire f2 · Pion blanc sur case blanche g2 · Pion blanc sur case noire h2 · Tour blanche sur case noire a1 · Cavalier blanc sur case blanche b1 · Fou blanc sur case noire c1 · Dame blanche sur case blanche d1 · Tour blanche sur case blanche f1 · Roi blanc sur case noire g1 | 2 |
| 1 | Tour noire sur case blanche a8 · Fou noir sur case blanche c8 · Dame noire sur case noire d8 · Roi noir sur case blanche e8 · Cavalier noir sur case blanche g8 · Tour noire sur case noire h8 · Pion noir sur case noire a7 · Pion noir sur case blanche b7 · Pion noir sur case noire c7 · Pion noir sur case blanche d7 · Pion noir sur case blanche f7 · Pion noir sur case noire g7 · Pion noir sur case blanche h7 · Cavalier noir sur case blanche c6 · Fou noir sur case noire a5 · Fou blanc sur case blanche c4 · Pion blanc sur case blanche e4 · Pion blanc sur case noire c3 · Pion noir sur case blanche d3 · Cavalier blanc sur case blanche f3 · Pion blanc sur case blanche a2 · Pion blanc sur case noire f2 · Pion blanc sur case blanche g2 · Pion blanc sur case noire h2 · Tour blanche sur case noire a1 · Cavalier blanc sur case blanche b1 · Fou blanc sur case noire c1 · Dame blanche sur case blanche d1 · Tour blanche sur case blanche f1 · Roi blanc sur case noire g1 | Tour noire sur case blanche a8 · Fou noir sur case blanche c8 · Dame noire sur case noire d8 · Roi noir sur case blanche e8 · Cavalier noir sur case blanche g8 · Tour noire sur case noire h8 · Pion noir sur case noire a7 · Pion noir sur case blanche b7 · Pion noir sur case noire c7 · Pion noir sur case blanche d7 · Pion noir sur case blanche f7 · Pion noir sur case noire g7 · Pion noir sur case blanche h7 · Cavalier noir sur case blanche c6 · Fou noir sur case noire a5 · Fou blanc sur case blanche c4 · Pion blanc sur case blanche e4 · Pion blanc sur case noire c3 · Pion noir sur case blanche d3 · Cavalier blanc sur case blanche f3 · Pion blanc sur case blanche a2 · Pion blanc sur case noire f2 · Pion blanc sur case blanche g2 · Pion blanc sur case noire h2 · Tour blanche sur case noire a1 · Cavalier blanc sur case blanche b1 · Fou blanc sur case noire c1 · Dame blanche sur case blanche d1 · Tour blanche sur case blanche f1 · Roi blanc sur case noire g1 | Tour noire sur case blanche a8 · Fou noir sur case blanche c8 · Dame noire sur case noire d8 · Roi noir sur case blanche e8 · Cavalier noir sur case blanche g8 · Tour noire sur case noire h8 · Pion noir sur case noire a7 · Pion noir sur case blanche b7 · Pion noir sur case noire c7 · Pion noir sur case blanche d7 · Pion noir sur case blanche f7 · Pion noir sur case noire g7 · Pion noir sur case blanche h7 · Cavalier noir sur case blanche c6 · Fou noir sur case noire a5 · Fou blanc sur case blanche c4 · Pion blanc sur case blanche e4 · Pion blanc sur case noire c3 · Pion noir sur case blanche d3 · Cavalier blanc sur case blanche f3 · Pion blanc sur case blanche a2 · Pion blanc sur case noire f2 · Pion blanc sur case blanche g2 · Pion blanc sur case noire h2 · Tour blanche sur case noire a1 · Cavalier blanc sur case blanche b1 · Fou blanc sur case noire c1 · Dame blanche sur case blanche d1 · Tour blanche sur case blanche f1 · Roi blanc sur case noire g1 | Tour noire sur case blanche a8 · Fou noir sur case blanche c8 · Dame noire sur case noire d8 · Roi noir sur case blanche e8 · Cavalier noir sur case blanche g8 · Tour noire sur case noire h8 · Pion noir sur case noire a7 · Pion noir sur case blanche b7 · Pion noir sur case noire c7 · Pion noir sur case blanche d7 · Pion noir sur case blanche f7 · Pion noir sur case noire g7 · Pion noir sur case blanche h7 · Cavalier noir sur case blanche c6 · Fou noir sur case noire a5 · Fou blanc sur case blanche c4 · Pion blanc sur case blanche e4 · Pion blanc sur case noire c3 · Pion noir sur case blanche d3 · Cavalier blanc sur case blanche f3 · Pion blanc sur case blanche a2 · Pion blanc sur case noire f2 · Pion blanc sur case blanche g2 · Pion blanc sur case noire h2 · Tour blanche sur case noire a1 · Cavalier blanc sur case blanche b1 · Fou blanc sur case noire c1 · Dame blanche sur case blanche d1 · Tour blanche sur case blanche f1 · Roi blanc sur case noire g1 | Tour noire sur case blanche a8 · Fou noir sur case blanche c8 · Dame noire sur case noire d8 · Roi noir sur case blanche e8 · Cavalier noir sur case blanche g8 · Tour noire sur case noire h8 · Pion noir sur case noire a7 · Pion noir sur case blanche b7 · Pion noir sur case noire c7 · Pion noir sur case blanche d7 · Pion noir sur case blanche f7 · Pion noir sur case noire g7 · Pion noir sur case blanche h7 · Cavalier noir sur case blanche c6 · Fou noir sur case noire a5 · Fou blanc sur case blanche c4 · Pion blanc sur case blanche e4 · Pion blanc sur case noire c3 · Pion noir sur case blanche d3 · Cavalier blanc sur case blanche f3 · Pion blanc sur case blanche a2 · Pion blanc sur case noire f2 · Pion blanc sur case blanche g2 · Pion blanc sur case noire h2 · Tour blanche sur case noire a1 · Cavalier blanc sur case blanche b1 · Fou blanc sur case noire c1 · Dame blanche sur case blanche d1 · Tour blanche sur case blanche f1 · Roi blanc sur case noire g1 | Tour noire sur case blanche a8 · Fou noir sur case blanche c8 · Dame noire sur case noire d8 · Roi noir sur case blanche e8 · Cavalier noir sur case blanche g8 · Tour noire sur case noire h8 · Pion noir sur case noire a7 · Pion noir sur case blanche b7 · Pion noir sur case noire c7 · Pion noir sur case blanche d7 · Pion noir sur case blanche f7 · Pion noir sur case noire g7 · Pion noir sur case blanche h7 · Cavalier noir sur case blanche c6 · Fou noir sur case noire a5 · Fou blanc sur case blanche c4 · Pion blanc sur case blanche e4 · Pion blanc sur case noire c3 · Pion noir sur case blanche d3 · Cavalier blanc sur case blanche f3 · Pion blanc sur case blanche a2 · Pion blanc sur case noire f2 · Pion blanc sur case blanche g2 · Pion blanc sur case noire h2 · Tour blanche sur case noire a1 · Cavalier blanc sur case blanche b1 · Fou blanc sur case noire c1 · Dame blanche sur case blanche d1 · Tour blanche sur case blanche f1 · Roi blanc sur case noire g1 | Tour noire sur case blanche a8 · Fou noir sur case blanche c8 · Dame noire sur case noire d8 · Roi noir sur case blanche e8 · Cavalier noir sur case blanche g8 · Tour noire sur case noire h8 · Pion noir sur case noire a7 · Pion noir sur case blanche b7 · Pion noir sur case noire c7 · Pion noir sur case blanche d7 · Pion noir sur case blanche f7 · Pion noir sur case noire g7 · Pion noir sur case blanche h7 · Cavalier noir sur case blanche c6 · Fou noir sur case noire a5 · Fou blanc sur case blanche c4 · Pion blanc sur case blanche e4 · Pion blanc sur case noire c3 · Pion noir sur case blanche d3 · Cavalier blanc sur case blanche f3 · Pion blanc sur case blanche a2 · Pion blanc sur case noire f2 · Pion blanc sur case blanche g2 · Pion blanc sur case noire h2 · Tour blanche sur case noire a1 · Cavalier blanc sur case blanche b1 · Fou blanc sur case noire c1 · Dame blanche sur case blanche d1 · Tour blanche sur case blanche f1 · Roi blanc sur case noire g1 | Tour noire sur case blanche a8 · Fou noir sur case blanche c8 · Dame noire sur case noire d8 · Roi noir sur case blanche e8 · Cavalier noir sur case blanche g8 · Tour noire sur case noire h8 · Pion noir sur case noire a7 · Pion noir sur case blanche b7 · Pion noir sur case noire c7 · Pion noir sur case blanche d7 · Pion noir sur case blanche f7 · Pion noir sur case noire g7 · Pion noir sur case blanche h7 · Cavalier noir sur case blanche c6 · Fou noir sur case noire a5 · Fou blanc sur case blanche c4 · Pion blanc sur case blanche e4 · Pion blanc sur case noire c3 · Pion noir sur case blanche d3 · Cavalier blanc sur case blanche f3 · Pion blanc sur case blanche a2 · Pion blanc sur case noire f2 · Pion blanc sur case blanche g2 · Pion blanc sur case noire h2 · Tour blanche sur case noire a1 · Cavalier blanc sur case blanche b1 · Fou blanc sur case noire c1 · Dame blanche sur case blanche d1 · Tour blanche sur case blanche f1 · Roi blanc sur case noire g1 | 1 |
|   | a | b | c | d | e | f | g | h |   |

Adolf Anderssen - Jean Dufresne
Gambit Evans
Berlin, 1852
1. e4 e5 2. Cf3 Cc6 3. Fc4 Fc5 4. b4 Fxb4
La partie commence par un gambit Evans, ouverture très populaire au XIXe siècle, que l'on peut voir encore occasionnellement au XXIe siècle. Les Blancs donnent un pion contre deux temps.
5. c3 Fa5 6. d4 exd4 7. 0-0 d3 (diagramme)
La suite recommandée par la théorie est 7. ... Cge7. Les Blancs profiteront du coup d3 pour installer leur Dame à un poste stratégique. Il peut sembler à première vue que les Blancs ont perdu plusieurs défenseurs, les pions à l'aile-Dame. Cependant, plusieurs pièces blanches sont actives à leur position de départ, favorisant une attaque rapide. 
8. Db3 Df6 9. e5 Dg6 10. Te1 Cge7 11. Fa3
Les Blancs sont parvenus à créer une position offensive impressionnante : trois pièces visent l'aile roi adverse et la tour vise indirectement celui-ci. Les Noirs sont réduits à une passivité mortelle.
11. ... b5 
|   | a | b | c | d | e | f | g | h |   |
| 8 | Tour noire sur case noire b8 · Roi noir sur case blanche e8 · Tour noire sur case blanche g8 · Pion noir sur case noire a7 · Fou noir sur case blanche b7 · Pion noir sur case noire c7 · Pion noir sur case blanche d7 · Cavalier noir sur case noire e7 · Pion noir sur case blanche f7 · Pion noir sur case blanche h7 · Fou noir sur case noire b6 · Cavalier noir sur case blanche c6 · Pion blanc sur case noire f6 · Dame noire sur case blanche h5 · Dame blanche sur case blanche a4 · Fou blanc sur case noire a3 · Pion blanc sur case noire c3 · Fou blanc sur case blanche d3 · Cavalier blanc sur case blanche f3 · Pion blanc sur case blanche a2 · Pion blanc sur case noire f2 · Pion blanc sur case blanche g2 · Pion blanc sur case noire h2 · Tour blanche sur case noire a1 · Tour blanche sur case noire e1 · Roi blanc sur case noire g1 | Tour noire sur case noire b8 · Roi noir sur case blanche e8 · Tour noire sur case blanche g8 · Pion noir sur case noire a7 · Fou noir sur case blanche b7 · Pion noir sur case noire c7 · Pion noir sur case blanche d7 · Cavalier noir sur case noire e7 · Pion noir sur case blanche f7 · Pion noir sur case blanche h7 · Fou noir sur case noire b6 · Cavalier noir sur case blanche c6 · Pion blanc sur case noire f6 · Dame noire sur case blanche h5 · Dame blanche sur case blanche a4 · Fou blanc sur case noire a3 · Pion blanc sur case noire c3 · Fou blanc sur case blanche d3 · Cavalier blanc sur case blanche f3 · Pion blanc sur case blanche a2 · Pion blanc sur case noire f2 · Pion blanc sur case blanche g2 · Pion blanc sur case noire h2 · Tour blanche sur case noire a1 · Tour blanche sur case noire e1 · Roi blanc sur case noire g1 | Tour noire sur case noire b8 · Roi noir sur case blanche e8 · Tour noire sur case blanche g8 · Pion noir sur case noire a7 · Fou noir sur case blanche b7 · Pion noir sur case noire c7 · Pion noir sur case blanche d7 · Cavalier noir sur case noire e7 · Pion noir sur case blanche f7 · Pion noir sur case blanche h7 · Fou noir sur case noire b6 · Cavalier noir sur case blanche c6 · Pion blanc sur case noire f6 · Dame noire sur case blanche h5 · Dame blanche sur case blanche a4 · Fou blanc sur case noire a3 · Pion blanc sur case noire c3 · Fou blanc sur case blanche d3 · Cavalier blanc sur case blanche f3 · Pion blanc sur case blanche a2 · Pion blanc sur case noire f2 · Pion blanc sur case blanche g2 · Pion blanc sur case noire h2 · Tour blanche sur case noire a1 · Tour blanche sur case noire e1 · Roi blanc sur case noire g1 | Tour noire sur case noire b8 · Roi noir sur case blanche e8 · Tour noire sur case blanche g8 · Pion noir sur case noire a7 · Fou noir sur case blanche b7 · Pion noir sur case noire c7 · Pion noir sur case blanche d7 · Cavalier noir sur case noire e7 · Pion noir sur case blanche f7 · Pion noir sur case blanche h7 · Fou noir sur case noire b6 · Cavalier noir sur case blanche c6 · Pion blanc sur case noire f6 · Dame noire sur case blanche h5 · Dame blanche sur case blanche a4 · Fou blanc sur case noire a3 · Pion blanc sur case noire c3 · Fou blanc sur case blanche d3 · Cavalier blanc sur case blanche f3 · Pion blanc sur case blanche a2 · Pion blanc sur case noire f2 · Pion blanc sur case blanche g2 · Pion blanc sur case noire h2 · Tour blanche sur case noire a1 · Tour blanche sur case noire e1 · Roi blanc sur case noire g1 | Tour noire sur case noire b8 · Roi noir sur case blanche e8 · Tour noire sur case blanche g8 · Pion noir sur case noire a7 · Fou noir sur case blanche b7 · Pion noir sur case noire c7 · Pion noir sur case blanche d7 · Cavalier noir sur case noire e7 · Pion noir sur case blanche f7 · Pion noir sur case blanche h7 · Fou noir sur case noire b6 · Cavalier noir sur case blanche c6 · Pion blanc sur case noire f6 · Dame noire sur case blanche h5 · Dame blanche sur case blanche a4 · Fou blanc sur case noire a3 · Pion blanc sur case noire c3 · Fou blanc sur case blanche d3 · Cavalier blanc sur case blanche f3 · Pion blanc sur case blanche a2 · Pion blanc sur case noire f2 · Pion blanc sur case blanche g2 · Pion blanc sur case noire h2 · Tour blanche sur case noire a1 · Tour blanche sur case noire e1 · Roi blanc sur case noire g1 | Tour noire sur case noire b8 · Roi noir sur case blanche e8 · Tour noire sur case blanche g8 · Pion noir sur case noire a7 · Fou noir sur case blanche b7 · Pion noir sur case noire c7 · Pion noir sur case blanche d7 · Cavalier noir sur case noire e7 · Pion noir sur case blanche f7 · Pion noir sur case blanche h7 · Fou noir sur case noire b6 · Cavalier noir sur case blanche c6 · Pion blanc sur case noire f6 · Dame noire sur case blanche h5 · Dame blanche sur case blanche a4 · Fou blanc sur case noire a3 · Pion blanc sur case noire c3 · Fou blanc sur case blanche d3 · Cavalier blanc sur case blanche f3 · Pion blanc sur case blanche a2 · Pion blanc sur case noire f2 · Pion blanc sur case blanche g2 · Pion blanc sur case noire h2 · Tour blanche sur case noire a1 · Tour blanche sur case noire e1 · Roi blanc sur case noire g1 | Tour noire sur case noire b8 · Roi noir sur case blanche e8 · Tour noire sur case blanche g8 · Pion noir sur case noire a7 · Fou noir sur case blanche b7 · Pion noir sur case noire c7 · Pion noir sur case blanche d7 · Cavalier noir sur case noire e7 · Pion noir sur case blanche f7 · Pion noir sur case blanche h7 · Fou noir sur case noire b6 · Cavalier noir sur case blanche c6 · Pion blanc sur case noire f6 · Dame noire sur case blanche h5 · Dame blanche sur case blanche a4 · Fou blanc sur case noire a3 · Pion blanc sur case noire c3 · Fou blanc sur case blanche d3 · Cavalier blanc sur case blanche f3 · Pion blanc sur case blanche a2 · Pion blanc sur case noire f2 · Pion blanc sur case blanche g2 · Pion blanc sur case noire h2 · Tour blanche sur case noire a1 · Tour blanche sur case noire e1 · Roi blanc sur case noire g1 | Tour noire sur case noire b8 · Roi noir sur case blanche e8 · Tour noire sur case blanche g8 · Pion noir sur case noire a7 · Fou noir sur case blanche b7 · Pion noir sur case noire c7 · Pion noir sur case blanche d7 · Cavalier noir sur case noire e7 · Pion noir sur case blanche f7 · Pion noir sur case blanche h7 · Fou noir sur case noire b6 · Cavalier noir sur case blanche c6 · Pion blanc sur case noire f6 · Dame noire sur case blanche h5 · Dame blanche sur case blanche a4 · Fou blanc sur case noire a3 · Pion blanc sur case noire c3 · Fou blanc sur case blanche d3 · Cavalier blanc sur case blanche f3 · Pion blanc sur case blanche a2 · Pion blanc sur case noire f2 · Pion blanc sur case blanche g2 · Pion blanc sur case noire h2 · Tour blanche sur case noire a1 · Tour blanche sur case noire e1 · Roi blanc sur case noire g1 | 8 |
| 7 | Tour noire sur case noire b8 · Roi noir sur case blanche e8 · Tour noire sur case blanche g8 · Pion noir sur case noire a7 · Fou noir sur case blanche b7 · Pion noir sur case noire c7 · Pion noir sur case blanche d7 · Cavalier noir sur case noire e7 · Pion noir sur case blanche f7 · Pion noir sur case blanche h7 · Fou noir sur case noire b6 · Cavalier noir sur case blanche c6 · Pion blanc sur case noire f6 · Dame noire sur case blanche h5 · Dame blanche sur case blanche a4 · Fou blanc sur case noire a3 · Pion blanc sur case noire c3 · Fou blanc sur case blanche d3 · Cavalier blanc sur case blanche f3 · Pion blanc sur case blanche a2 · Pion blanc sur case noire f2 · Pion blanc sur case blanche g2 · Pion blanc sur case noire h2 · Tour blanche sur case noire a1 · Tour blanche sur case noire e1 · Roi blanc sur case noire g1 | Tour noire sur case noire b8 · Roi noir sur case blanche e8 · Tour noire sur case blanche g8 · Pion noir sur case noire a7 · Fou noir sur case blanche b7 · Pion noir sur case noire c7 · Pion noir sur case blanche d7 · Cavalier noir sur case noire e7 · Pion noir sur case blanche f7 · Pion noir sur case blanche h7 · Fou noir sur case noire b6 · Cavalier noir sur case blanche c6 · Pion blanc sur case noire f6 · Dame noire sur case blanche h5 · Dame blanche sur case blanche a4 · Fou blanc sur case noire a3 · Pion blanc sur case noire c3 · Fou blanc sur case blanche d3 · Cavalier blanc sur case blanche f3 · Pion blanc sur case blanche a2 · Pion blanc sur case noire f2 · Pion blanc sur case blanche g2 · Pion blanc sur case noire h2 · Tour blanche sur case noire a1 · Tour blanche sur case noire e1 · Roi blanc sur case noire g1 | Tour noire sur case noire b8 · Roi noir sur case blanche e8 · Tour noire sur case blanche g8 · Pion noir sur case noire a7 · Fou noir sur case blanche b7 · Pion noir sur case noire c7 · Pion noir sur case blanche d7 · Cavalier noir sur case noire e7 · Pion noir sur case blanche f7 · Pion noir sur case blanche h7 · Fou noir sur case noire b6 · Cavalier noir sur case blanche c6 · Pion blanc sur case noire f6 · Dame noire sur case blanche h5 · Dame blanche sur case blanche a4 · Fou blanc sur case noire a3 · Pion blanc sur case noire c3 · Fou blanc sur case blanche d3 · Cavalier blanc sur case blanche f3 · Pion blanc sur case blanche a2 · Pion blanc sur case noire f2 · Pion blanc sur case blanche g2 · Pion blanc sur case noire h2 · Tour blanche sur case noire a1 · Tour blanche sur case noire e1 · Roi blanc sur case noire g1 | Tour noire sur case noire b8 · Roi noir sur case blanche e8 · Tour noire sur case blanche g8 · Pion noir sur case noire a7 · Fou noir sur case blanche b7 · Pion noir sur case noire c7 · Pion noir sur case blanche d7 · Cavalier noir sur case noire e7 · Pion noir sur case blanche f7 · Pion noir sur case blanche h7 · Fou noir sur case noire b6 · Cavalier noir sur case blanche c6 · Pion blanc sur case noire f6 · Dame noire sur case blanche h5 · Dame blanche sur case blanche a4 · Fou blanc sur case noire a3 · Pion blanc sur case noire c3 · Fou blanc sur case blanche d3 · Cavalier blanc sur case blanche f3 · Pion blanc sur case blanche a2 · Pion blanc sur case noire f2 · Pion blanc sur case blanche g2 · Pion blanc sur case noire h2 · Tour blanche sur case noire a1 · Tour blanche sur case noire e1 · Roi blanc sur case noire g1 | Tour noire sur case noire b8 · Roi noir sur case blanche e8 · Tour noire sur case blanche g8 · Pion noir sur case noire a7 · Fou noir sur case blanche b7 · Pion noir sur case noire c7 · Pion noir sur case blanche d7 · Cavalier noir sur case noire e7 · Pion noir sur case blanche f7 · Pion noir sur case blanche h7 · Fou noir sur case noire b6 · Cavalier noir sur case blanche c6 · Pion blanc sur case noire f6 · Dame noire sur case blanche h5 · Dame blanche sur case blanche a4 · Fou blanc sur case noire a3 · Pion blanc sur case noire c3 · Fou blanc sur case blanche d3 · Cavalier blanc sur case blanche f3 · Pion blanc sur case blanche a2 · Pion blanc sur case noire f2 · Pion blanc sur case blanche g2 · Pion blanc sur case noire h2 · Tour blanche sur case noire a1 · Tour blanche sur case noire e1 · Roi blanc sur case noire g1 | Tour noire sur case noire b8 · Roi noir sur case blanche e8 · Tour noire sur case blanche g8 · Pion noir sur case noire a7 · Fou noir sur case blanche b7 · Pion noir sur case noire c7 · Pion noir sur case blanche d7 · Cavalier noir sur case noire e7 · Pion noir sur case blanche f7 · Pion noir sur case blanche h7 · Fou noir sur case noire b6 · Cavalier noir sur case blanche c6 · Pion blanc sur case noire f6 · Dame noire sur case blanche h5 · Dame blanche sur case blanche a4 · Fou blanc sur case noire a3 · Pion blanc sur case noire c3 · Fou blanc sur case blanche d3 · Cavalier blanc sur case blanche f3 · Pion blanc sur case blanche a2 · Pion blanc sur case noire f2 · Pion blanc sur case blanche g2 · Pion blanc sur case noire h2 · Tour blanche sur case noire a1 · Tour blanche sur case noire e1 · Roi blanc sur case noire g1 | Tour noire sur case noire b8 · Roi noir sur case blanche e8 · Tour noire sur case blanche g8 · Pion noir sur case noire a7 · Fou noir sur case blanche b7 · Pion noir sur case noire c7 · Pion noir sur case blanche d7 · Cavalier noir sur case noire e7 · Pion noir sur case blanche f7 · Pion noir sur case blanche h7 · Fou noir sur case noire b6 · Cavalier noir sur case blanche c6 · Pion blanc sur case noire f6 · Dame noire sur case blanche h5 · Dame blanche sur case blanche a4 · Fou blanc sur case noire a3 · Pion blanc sur case noire c3 · Fou blanc sur case blanche d3 · Cavalier blanc sur case blanche f3 · Pion blanc sur case blanche a2 · Pion blanc sur case noire f2 · Pion blanc sur case blanche g2 · Pion blanc sur case noire h2 · Tour blanche sur case noire a1 · Tour blanche sur case noire e1 · Roi blanc sur case noire g1 | Tour noire sur case noire b8 · Roi noir sur case blanche e8 · Tour noire sur case blanche g8 · Pion noir sur case noire a7 · Fou noir sur case blanche b7 · Pion noir sur case noire c7 · Pion noir sur case blanche d7 · Cavalier noir sur case noire e7 · Pion noir sur case blanche f7 · Pion noir sur case blanche h7 · Fou noir sur case noire b6 · Cavalier noir sur case blanche c6 · Pion blanc sur case noire f6 · Dame noire sur case blanche h5 · Dame blanche sur case blanche a4 · Fou blanc sur case noire a3 · Pion blanc sur case noire c3 · Fou blanc sur case blanche d3 · Cavalier blanc sur case blanche f3 · Pion blanc sur case blanche a2 · Pion blanc sur case noire f2 · Pion blanc sur case blanche g2 · Pion blanc sur case noire h2 · Tour blanche sur case noire a1 · Tour blanche sur case noire e1 · Roi blanc sur case noire g1 | 7 |
| 6 | Tour noire sur case noire b8 · Roi noir sur case blanche e8 · Tour noire sur case blanche g8 · Pion noir sur case noire a7 · Fou noir sur case blanche b7 · Pion noir sur case noire c7 · Pion noir sur case blanche d7 · Cavalier noir sur case noire e7 · Pion noir sur case blanche f7 · Pion noir sur case blanche h7 · Fou noir sur case noire b6 · Cavalier noir sur case blanche c6 · Pion blanc sur case noire f6 · Dame noire sur case blanche h5 · Dame blanche sur case blanche a4 · Fou blanc sur case noire a3 · Pion blanc sur case noire c3 · Fou blanc sur case blanche d3 · Cavalier blanc sur case blanche f3 · Pion blanc sur case blanche a2 · Pion blanc sur case noire f2 · Pion blanc sur case blanche g2 · Pion blanc sur case noire h2 · Tour blanche sur case noire a1 · Tour blanche sur case noire e1 · Roi blanc sur case noire g1 | Tour noire sur case noire b8 · Roi noir sur case blanche e8 · Tour noire sur case blanche g8 · Pion noir sur case noire a7 · Fou noir sur case blanche b7 · Pion noir sur case noire c7 · Pion noir sur case blanche d7 · Cavalier noir sur case noire e7 · Pion noir sur case blanche f7 · Pion noir sur case blanche h7 · Fou noir sur case noire b6 · Cavalier noir sur case blanche c6 · Pion blanc sur case noire f6 · Dame noire sur case blanche h5 · Dame blanche sur case blanche a4 · Fou blanc sur case noire a3 · Pion blanc sur case noire c3 · Fou blanc sur case blanche d3 · Cavalier blanc sur case blanche f3 · Pion blanc sur case blanche a2 · Pion blanc sur case noire f2 · Pion blanc sur case blanche g2 · Pion blanc sur case noire h2 · Tour blanche sur case noire a1 · Tour blanche sur case noire e1 · Roi blanc sur case noire g1 | Tour noire sur case noire b8 · Roi noir sur case blanche e8 · Tour noire sur case blanche g8 · Pion noir sur case noire a7 · Fou noir sur case blanche b7 · Pion noir sur case noire c7 · Pion noir sur case blanche d7 · Cavalier noir sur case noire e7 · Pion noir sur case blanche f7 · Pion noir sur case blanche h7 · Fou noir sur case noire b6 · Cavalier noir sur case blanche c6 · Pion blanc sur case noire f6 · Dame noire sur case blanche h5 · Dame blanche sur case blanche a4 · Fou blanc sur case noire a3 · Pion blanc sur case noire c3 · Fou blanc sur case blanche d3 · Cavalier blanc sur case blanche f3 · Pion blanc sur case blanche a2 · Pion blanc sur case noire f2 · Pion blanc sur case blanche g2 · Pion blanc sur case noire h2 · Tour blanche sur case noire a1 · Tour blanche sur case noire e1 · Roi blanc sur case noire g1 | Tour noire sur case noire b8 · Roi noir sur case blanche e8 · Tour noire sur case blanche g8 · Pion noir sur case noire a7 · Fou noir sur case blanche b7 · Pion noir sur case noire c7 · Pion noir sur case blanche d7 · Cavalier noir sur case noire e7 · Pion noir sur case blanche f7 · Pion noir sur case blanche h7 · Fou noir sur case noire b6 · Cavalier noir sur case blanche c6 · Pion blanc sur case noire f6 · Dame noire sur case blanche h5 · Dame blanche sur case blanche a4 · Fou blanc sur case noire a3 · Pion blanc sur case noire c3 · Fou blanc sur case blanche d3 · Cavalier blanc sur case blanche f3 · Pion blanc sur case blanche a2 · Pion blanc sur case noire f2 · Pion blanc sur case blanche g2 · Pion blanc sur case noire h2 · Tour blanche sur case noire a1 · Tour blanche sur case noire e1 · Roi blanc sur case noire g1 | Tour noire sur case noire b8 · Roi noir sur case blanche e8 · Tour noire sur case blanche g8 · Pion noir sur case noire a7 · Fou noir sur case blanche b7 · Pion noir sur case noire c7 · Pion noir sur case blanche d7 · Cavalier noir sur case noire e7 · Pion noir sur case blanche f7 · Pion noir sur case blanche h7 · Fou noir sur case noire b6 · Cavalier noir sur case blanche c6 · Pion blanc sur case noire f6 · Dame noire sur case blanche h5 · Dame blanche sur case blanche a4 · Fou blanc sur case noire a3 · Pion blanc sur case noire c3 · Fou blanc sur case blanche d3 · Cavalier blanc sur case blanche f3 · Pion blanc sur case blanche a2 · Pion blanc sur case noire f2 · Pion blanc sur case blanche g2 · Pion blanc sur case noire h2 · Tour blanche sur case noire a1 · Tour blanche sur case noire e1 · Roi blanc sur case noire g1 | Tour noire sur case noire b8 · Roi noir sur case blanche e8 · Tour noire sur case blanche g8 · Pion noir sur case noire a7 · Fou noir sur case blanche b7 · Pion noir sur case noire c7 · Pion noir sur case blanche d7 · Cavalier noir sur case noire e7 · Pion noir sur case blanche f7 · Pion noir sur case blanche h7 · Fou noir sur case noire b6 · Cavalier noir sur case blanche c6 · Pion blanc sur case noire f6 · Dame noire sur case blanche h5 · Dame blanche sur case blanche a4 · Fou blanc sur case noire a3 · Pion blanc sur case noire c3 · Fou blanc sur case blanche d3 · Cavalier blanc sur case blanche f3 · Pion blanc sur case blanche a2 · Pion blanc sur case noire f2 · Pion blanc sur case blanche g2 · Pion blanc sur case noire h2 · Tour blanche sur case noire a1 · Tour blanche sur case noire e1 · Roi blanc sur case noire g1 | Tour noire sur case noire b8 · Roi noir sur case blanche e8 · Tour noire sur case blanche g8 · Pion noir sur case noire a7 · Fou noir sur case blanche b7 · Pion noir sur case noire c7 · Pion noir sur case blanche d7 · Cavalier noir sur case noire e7 · Pion noir sur case blanche f7 · Pion noir sur case blanche h7 · Fou noir sur case noire b6 · Cavalier noir sur case blanche c6 · Pion blanc sur case noire f6 · Dame noire sur case blanche h5 · Dame blanche sur case blanche a4 · Fou blanc sur case noire a3 · Pion blanc sur case noire c3 · Fou blanc sur case blanche d3 · Cavalier blanc sur case blanche f3 · Pion blanc sur case blanche a2 · Pion blanc sur case noire f2 · Pion blanc sur case blanche g2 · Pion blanc sur case noire h2 · Tour blanche sur case noire a1 · Tour blanche sur case noire e1 · Roi blanc sur case noire g1 | Tour noire sur case noire b8 · Roi noir sur case blanche e8 · Tour noire sur case blanche g8 · Pion noir sur case noire a7 · Fou noir sur case blanche b7 · Pion noir sur case noire c7 · Pion noir sur case blanche d7 · Cavalier noir sur case noire e7 · Pion noir sur case blanche f7 · Pion noir sur case blanche h7 · Fou noir sur case noire b6 · Cavalier noir sur case blanche c6 · Pion blanc sur case noire f6 · Dame noire sur case blanche h5 · Dame blanche sur case blanche a4 · Fou blanc sur case noire a3 · Pion blanc sur case noire c3 · Fou blanc sur case blanche d3 · Cavalier blanc sur case blanche f3 · Pion blanc sur case blanche a2 · Pion blanc sur case noire f2 · Pion blanc sur case blanche g2 · Pion blanc sur case noire h2 · Tour blanche sur case noire a1 · Tour blanche sur case noire e1 · Roi blanc sur case noire g1 | 6 |
| 5 | Tour noire sur case noire b8 · Roi noir sur case blanche e8 · Tour noire sur case blanche g8 · Pion noir sur case noire a7 · Fou noir sur case blanche b7 · Pion noir sur case noire c7 · Pion noir sur case blanche d7 · Cavalier noir sur case noire e7 · Pion noir sur case blanche f7 · Pion noir sur case blanche h7 · Fou noir sur case noire b6 · Cavalier noir sur case blanche c6 · Pion blanc sur case noire f6 · Dame noire sur case blanche h5 · Dame blanche sur case blanche a4 · Fou blanc sur case noire a3 · Pion blanc sur case noire c3 · Fou blanc sur case blanche d3 · Cavalier blanc sur case blanche f3 · Pion blanc sur case blanche a2 · Pion blanc sur case noire f2 · Pion blanc sur case blanche g2 · Pion blanc sur case noire h2 · Tour blanche sur case noire a1 · Tour blanche sur case noire e1 · Roi blanc sur case noire g1 | Tour noire sur case noire b8 · Roi noir sur case blanche e8 · Tour noire sur case blanche g8 · Pion noir sur case noire a7 · Fou noir sur case blanche b7 · Pion noir sur case noire c7 · Pion noir sur case blanche d7 · Cavalier noir sur case noire e7 · Pion noir sur case blanche f7 · Pion noir sur case blanche h7 · Fou noir sur case noire b6 · Cavalier noir sur case blanche c6 · Pion blanc sur case noire f6 · Dame noire sur case blanche h5 · Dame blanche sur case blanche a4 · Fou blanc sur case noire a3 · Pion blanc sur case noire c3 · Fou blanc sur case blanche d3 · Cavalier blanc sur case blanche f3 · Pion blanc sur case blanche a2 · Pion blanc sur case noire f2 · Pion blanc sur case blanche g2 · Pion blanc sur case noire h2 · Tour blanche sur case noire a1 · Tour blanche sur case noire e1 · Roi blanc sur case noire g1 | Tour noire sur case noire b8 · Roi noir sur case blanche e8 · Tour noire sur case blanche g8 · Pion noir sur case noire a7 · Fou noir sur case blanche b7 · Pion noir sur case noire c7 · Pion noir sur case blanche d7 · Cavalier noir sur case noire e7 · Pion noir sur case blanche f7 · Pion noir sur case blanche h7 · Fou noir sur case noire b6 · Cavalier noir sur case blanche c6 · Pion blanc sur case noire f6 · Dame noire sur case blanche h5 · Dame blanche sur case blanche a4 · Fou blanc sur case noire a3 · Pion blanc sur case noire c3 · Fou blanc sur case blanche d3 · Cavalier blanc sur case blanche f3 · Pion blanc sur case blanche a2 · Pion blanc sur case noire f2 · Pion blanc sur case blanche g2 · Pion blanc sur case noire h2 · Tour blanche sur case noire a1 · Tour blanche sur case noire e1 · Roi blanc sur case noire g1 | Tour noire sur case noire b8 · Roi noir sur case blanche e8 · Tour noire sur case blanche g8 · Pion noir sur case noire a7 · Fou noir sur case blanche b7 · Pion noir sur case noire c7 · Pion noir sur case blanche d7 · Cavalier noir sur case noire e7 · Pion noir sur case blanche f7 · Pion noir sur case blanche h7 · Fou noir sur case noire b6 · Cavalier noir sur case blanche c6 · Pion blanc sur case noire f6 · Dame noire sur case blanche h5 · Dame blanche sur case blanche a4 · Fou blanc sur case noire a3 · Pion blanc sur case noire c3 · Fou blanc sur case blanche d3 · Cavalier blanc sur case blanche f3 · Pion blanc sur case blanche a2 · Pion blanc sur case noire f2 · Pion blanc sur case blanche g2 · Pion blanc sur case noire h2 · Tour blanche sur case noire a1 · Tour blanche sur case noire e1 · Roi blanc sur case noire g1 | Tour noire sur case noire b8 · Roi noir sur case blanche e8 · Tour noire sur case blanche g8 · Pion noir sur case noire a7 · Fou noir sur case blanche b7 · Pion noir sur case noire c7 · Pion noir sur case blanche d7 · Cavalier noir sur case noire e7 · Pion noir sur case blanche f7 · Pion noir sur case blanche h7 · Fou noir sur case noire b6 · Cavalier noir sur case blanche c6 · Pion blanc sur case noire f6 · Dame noire sur case blanche h5 · Dame blanche sur case blanche a4 · Fou blanc sur case noire a3 · Pion blanc sur case noire c3 · Fou blanc sur case blanche d3 · Cavalier blanc sur case blanche f3 · Pion blanc sur case blanche a2 · Pion blanc sur case noire f2 · Pion blanc sur case blanche g2 · Pion blanc sur case noire h2 · Tour blanche sur case noire a1 · Tour blanche sur case noire e1 · Roi blanc sur case noire g1 | Tour noire sur case noire b8 · Roi noir sur case blanche e8 · Tour noire sur case blanche g8 · Pion noir sur case noire a7 · Fou noir sur case blanche b7 · Pion noir sur case noire c7 · Pion noir sur case blanche d7 · Cavalier noir sur case noire e7 · Pion noir sur case blanche f7 · Pion noir sur case blanche h7 · Fou noir sur case noire b6 · Cavalier noir sur case blanche c6 · Pion blanc sur case noire f6 · Dame noire sur case blanche h5 · Dame blanche sur case blanche a4 · Fou blanc sur case noire a3 · Pion blanc sur case noire c3 · Fou blanc sur case blanche d3 · Cavalier blanc sur case blanche f3 · Pion blanc sur case blanche a2 · Pion blanc sur case noire f2 · Pion blanc sur case blanche g2 · Pion blanc sur case noire h2 · Tour blanche sur case noire a1 · Tour blanche sur case noire e1 · Roi blanc sur case noire g1 | Tour noire sur case noire b8 · Roi noir sur case blanche e8 · Tour noire sur case blanche g8 · Pion noir sur case noire a7 · Fou noir sur case blanche b7 · Pion noir sur case noire c7 · Pion noir sur case blanche d7 · Cavalier noir sur case noire e7 · Pion noir sur case blanche f7 · Pion noir sur case blanche h7 · Fou noir sur case noire b6 · Cavalier noir sur case blanche c6 · Pion blanc sur case noire f6 · Dame noire sur case blanche h5 · Dame blanche sur case blanche a4 · Fou blanc sur case noire a3 · Pion blanc sur case noire c3 · Fou blanc sur case blanche d3 · Cavalier blanc sur case blanche f3 · Pion blanc sur case blanche a2 · Pion blanc sur case noire f2 · Pion blanc sur case blanche g2 · Pion blanc sur case noire h2 · Tour blanche sur case noire a1 · Tour blanche sur case noire e1 · Roi blanc sur case noire g1 | Tour noire sur case noire b8 · Roi noir sur case blanche e8 · Tour noire sur case blanche g8 · Pion noir sur case noire a7 · Fou noir sur case blanche b7 · Pion noir sur case noire c7 · Pion noir sur case blanche d7 · Cavalier noir sur case noire e7 · Pion noir sur case blanche f7 · Pion noir sur case blanche h7 · Fou noir sur case noire b6 · Cavalier noir sur case blanche c6 · Pion blanc sur case noire f6 · Dame noire sur case blanche h5 · Dame blanche sur case blanche a4 · Fou blanc sur case noire a3 · Pion blanc sur case noire c3 · Fou blanc sur case blanche d3 · Cavalier blanc sur case blanche f3 · Pion blanc sur case blanche a2 · Pion blanc sur case noire f2 · Pion blanc sur case blanche g2 · Pion blanc sur case noire h2 · Tour blanche sur case noire a1 · Tour blanche sur case noire e1 · Roi blanc sur case noire g1 | 5 |
| 4 | Tour noire sur case noire b8 · Roi noir sur case blanche e8 · Tour noire sur case blanche g8 · Pion noir sur case noire a7 · Fou noir sur case blanche b7 · Pion noir sur case noire c7 · Pion noir sur case blanche d7 · Cavalier noir sur case noire e7 · Pion noir sur case blanche f7 · Pion noir sur case blanche h7 · Fou noir sur case noire b6 · Cavalier noir sur case blanche c6 · Pion blanc sur case noire f6 · Dame noire sur case blanche h5 · Dame blanche sur case blanche a4 · Fou blanc sur case noire a3 · Pion blanc sur case noire c3 · Fou blanc sur case blanche d3 · Cavalier blanc sur case blanche f3 · Pion blanc sur case blanche a2 · Pion blanc sur case noire f2 · Pion blanc sur case blanche g2 · Pion blanc sur case noire h2 · Tour blanche sur case noire a1 · Tour blanche sur case noire e1 · Roi blanc sur case noire g1 | Tour noire sur case noire b8 · Roi noir sur case blanche e8 · Tour noire sur case blanche g8 · Pion noir sur case noire a7 · Fou noir sur case blanche b7 · Pion noir sur case noire c7 · Pion noir sur case blanche d7 · Cavalier noir sur case noire e7 · Pion noir sur case blanche f7 · Pion noir sur case blanche h7 · Fou noir sur case noire b6 · Cavalier noir sur case blanche c6 · Pion blanc sur case noire f6 · Dame noire sur case blanche h5 · Dame blanche sur case blanche a4 · Fou blanc sur case noire a3 · Pion blanc sur case noire c3 · Fou blanc sur case blanche d3 · Cavalier blanc sur case blanche f3 · Pion blanc sur case blanche a2 · Pion blanc sur case noire f2 · Pion blanc sur case blanche g2 · Pion blanc sur case noire h2 · Tour blanche sur case noire a1 · Tour blanche sur case noire e1 · Roi blanc sur case noire g1 | Tour noire sur case noire b8 · Roi noir sur case blanche e8 · Tour noire sur case blanche g8 · Pion noir sur case noire a7 · Fou noir sur case blanche b7 · Pion noir sur case noire c7 · Pion noir sur case blanche d7 · Cavalier noir sur case noire e7 · Pion noir sur case blanche f7 · Pion noir sur case blanche h7 · Fou noir sur case noire b6 · Cavalier noir sur case blanche c6 · Pion blanc sur case noire f6 · Dame noire sur case blanche h5 · Dame blanche sur case blanche a4 · Fou blanc sur case noire a3 · Pion blanc sur case noire c3 · Fou blanc sur case blanche d3 · Cavalier blanc sur case blanche f3 · Pion blanc sur case blanche a2 · Pion blanc sur case noire f2 · Pion blanc sur case blanche g2 · Pion blanc sur case noire h2 · Tour blanche sur case noire a1 · Tour blanche sur case noire e1 · Roi blanc sur case noire g1 | Tour noire sur case noire b8 · Roi noir sur case blanche e8 · Tour noire sur case blanche g8 · Pion noir sur case noire a7 · Fou noir sur case blanche b7 · Pion noir sur case noire c7 · Pion noir sur case blanche d7 · Cavalier noir sur case noire e7 · Pion noir sur case blanche f7 · Pion noir sur case blanche h7 · Fou noir sur case noire b6 · Cavalier noir sur case blanche c6 · Pion blanc sur case noire f6 · Dame noire sur case blanche h5 · Dame blanche sur case blanche a4 · Fou blanc sur case noire a3 · Pion blanc sur case noire c3 · Fou blanc sur case blanche d3 · Cavalier blanc sur case blanche f3 · Pion blanc sur case blanche a2 · Pion blanc sur case noire f2 · Pion blanc sur case blanche g2 · Pion blanc sur case noire h2 · Tour blanche sur case noire a1 · Tour blanche sur case noire e1 · Roi blanc sur case noire g1 | Tour noire sur case noire b8 · Roi noir sur case blanche e8 · Tour noire sur case blanche g8 · Pion noir sur case noire a7 · Fou noir sur case blanche b7 · Pion noir sur case noire c7 · Pion noir sur case blanche d7 · Cavalier noir sur case noire e7 · Pion noir sur case blanche f7 · Pion noir sur case blanche h7 · Fou noir sur case noire b6 · Cavalier noir sur case blanche c6 · Pion blanc sur case noire f6 · Dame noire sur case blanche h5 · Dame blanche sur case blanche a4 · Fou blanc sur case noire a3 · Pion blanc sur case noire c3 · Fou blanc sur case blanche d3 · Cavalier blanc sur case blanche f3 · Pion blanc sur case blanche a2 · Pion blanc sur case noire f2 · Pion blanc sur case blanche g2 · Pion blanc sur case noire h2 · Tour blanche sur case noire a1 · Tour blanche sur case noire e1 · Roi blanc sur case noire g1 | Tour noire sur case noire b8 · Roi noir sur case blanche e8 · Tour noire sur case blanche g8 · Pion noir sur case noire a7 · Fou noir sur case blanche b7 · Pion noir sur case noire c7 · Pion noir sur case blanche d7 · Cavalier noir sur case noire e7 · Pion noir sur case blanche f7 · Pion noir sur case blanche h7 · Fou noir sur case noire b6 · Cavalier noir sur case blanche c6 · Pion blanc sur case noire f6 · Dame noire sur case blanche h5 · Dame blanche sur case blanche a4 · Fou blanc sur case noire a3 · Pion blanc sur case noire c3 · Fou blanc sur case blanche d3 · Cavalier blanc sur case blanche f3 · Pion blanc sur case blanche a2 · Pion blanc sur case noire f2 · Pion blanc sur case blanche g2 · Pion blanc sur case noire h2 · Tour blanche sur case noire a1 · Tour blanche sur case noire e1 · Roi blanc sur case noire g1 | Tour noire sur case noire b8 · Roi noir sur case blanche e8 · Tour noire sur case blanche g8 · Pion noir sur case noire a7 · Fou noir sur case blanche b7 · Pion noir sur case noire c7 · Pion noir sur case blanche d7 · Cavalier noir sur case noire e7 · Pion noir sur case blanche f7 · Pion noir sur case blanche h7 · Fou noir sur case noire b6 · Cavalier noir sur case blanche c6 · Pion blanc sur case noire f6 · Dame noire sur case blanche h5 · Dame blanche sur case blanche a4 · Fou blanc sur case noire a3 · Pion blanc sur case noire c3 · Fou blanc sur case blanche d3 · Cavalier blanc sur case blanche f3 · Pion blanc sur case blanche a2 · Pion blanc sur case noire f2 · Pion blanc sur case blanche g2 · Pion blanc sur case noire h2 · Tour blanche sur case noire a1 · Tour blanche sur case noire e1 · Roi blanc sur case noire g1 | Tour noire sur case noire b8 · Roi noir sur case blanche e8 · Tour noire sur case blanche g8 · Pion noir sur case noire a7 · Fou noir sur case blanche b7 · Pion noir sur case noire c7 · Pion noir sur case blanche d7 · Cavalier noir sur case noire e7 · Pion noir sur case blanche f7 · Pion noir sur case blanche h7 · Fou noir sur case noire b6 · Cavalier noir sur case blanche c6 · Pion blanc sur case noire f6 · Dame noire sur case blanche h5 · Dame blanche sur case blanche a4 · Fou blanc sur case noire a3 · Pion blanc sur case noire c3 · Fou blanc sur case blanche d3 · Cavalier blanc sur case blanche f3 · Pion blanc sur case blanche a2 · Pion blanc sur case noire f2 · Pion blanc sur case blanche g2 · Pion blanc sur case noire h2 · Tour blanche sur case noire a1 · Tour blanche sur case noire e1 · Roi blanc sur case noire g1 | 4 |
| 3 | Tour noire sur case noire b8 · Roi noir sur case blanche e8 · Tour noire sur case blanche g8 · Pion noir sur case noire a7 · Fou noir sur case blanche b7 · Pion noir sur case noire c7 · Pion noir sur case blanche d7 · Cavalier noir sur case noire e7 · Pion noir sur case blanche f7 · Pion noir sur case blanche h7 · Fou noir sur case noire b6 · Cavalier noir sur case blanche c6 · Pion blanc sur case noire f6 · Dame noire sur case blanche h5 · Dame blanche sur case blanche a4 · Fou blanc sur case noire a3 · Pion blanc sur case noire c3 · Fou blanc sur case blanche d3 · Cavalier blanc sur case blanche f3 · Pion blanc sur case blanche a2 · Pion blanc sur case noire f2 · Pion blanc sur case blanche g2 · Pion blanc sur case noire h2 · Tour blanche sur case noire a1 · Tour blanche sur case noire e1 · Roi blanc sur case noire g1 | Tour noire sur case noire b8 · Roi noir sur case blanche e8 · Tour noire sur case blanche g8 · Pion noir sur case noire a7 · Fou noir sur case blanche b7 · Pion noir sur case noire c7 · Pion noir sur case blanche d7 · Cavalier noir sur case noire e7 · Pion noir sur case blanche f7 · Pion noir sur case blanche h7 · Fou noir sur case noire b6 · Cavalier noir sur case blanche c6 · Pion blanc sur case noire f6 · Dame noire sur case blanche h5 · Dame blanche sur case blanche a4 · Fou blanc sur case noire a3 · Pion blanc sur case noire c3 · Fou blanc sur case blanche d3 · Cavalier blanc sur case blanche f3 · Pion blanc sur case blanche a2 · Pion blanc sur case noire f2 · Pion blanc sur case blanche g2 · Pion blanc sur case noire h2 · Tour blanche sur case noire a1 · Tour blanche sur case noire e1 · Roi blanc sur case noire g1 | Tour noire sur case noire b8 · Roi noir sur case blanche e8 · Tour noire sur case blanche g8 · Pion noir sur case noire a7 · Fou noir sur case blanche b7 · Pion noir sur case noire c7 · Pion noir sur case blanche d7 · Cavalier noir sur case noire e7 · Pion noir sur case blanche f7 · Pion noir sur case blanche h7 · Fou noir sur case noire b6 · Cavalier noir sur case blanche c6 · Pion blanc sur case noire f6 · Dame noire sur case blanche h5 · Dame blanche sur case blanche a4 · Fou blanc sur case noire a3 · Pion blanc sur case noire c3 · Fou blanc sur case blanche d3 · Cavalier blanc sur case blanche f3 · Pion blanc sur case blanche a2 · Pion blanc sur case noire f2 · Pion blanc sur case blanche g2 · Pion blanc sur case noire h2 · Tour blanche sur case noire a1 · Tour blanche sur case noire e1 · Roi blanc sur case noire g1 | Tour noire sur case noire b8 · Roi noir sur case blanche e8 · Tour noire sur case blanche g8 · Pion noir sur case noire a7 · Fou noir sur case blanche b7 · Pion noir sur case noire c7 · Pion noir sur case blanche d7 · Cavalier noir sur case noire e7 · Pion noir sur case blanche f7 · Pion noir sur case blanche h7 · Fou noir sur case noire b6 · Cavalier noir sur case blanche c6 · Pion blanc sur case noire f6 · Dame noire sur case blanche h5 · Dame blanche sur case blanche a4 · Fou blanc sur case noire a3 · Pion blanc sur case noire c3 · Fou blanc sur case blanche d3 · Cavalier blanc sur case blanche f3 · Pion blanc sur case blanche a2 · Pion blanc sur case noire f2 · Pion blanc sur case blanche g2 · Pion blanc sur case noire h2 · Tour blanche sur case noire a1 · Tour blanche sur case noire e1 · Roi blanc sur case noire g1 | Tour noire sur case noire b8 · Roi noir sur case blanche e8 · Tour noire sur case blanche g8 · Pion noir sur case noire a7 · Fou noir sur case blanche b7 · Pion noir sur case noire c7 · Pion noir sur case blanche d7 · Cavalier noir sur case noire e7 · Pion noir sur case blanche f7 · Pion noir sur case blanche h7 · Fou noir sur case noire b6 · Cavalier noir sur case blanche c6 · Pion blanc sur case noire f6 · Dame noire sur case blanche h5 · Dame blanche sur case blanche a4 · Fou blanc sur case noire a3 · Pion blanc sur case noire c3 · Fou blanc sur case blanche d3 · Cavalier blanc sur case blanche f3 · Pion blanc sur case blanche a2 · Pion blanc sur case noire f2 · Pion blanc sur case blanche g2 · Pion blanc sur case noire h2 · Tour blanche sur case noire a1 · Tour blanche sur case noire e1 · Roi blanc sur case noire g1 | Tour noire sur case noire b8 · Roi noir sur case blanche e8 · Tour noire sur case blanche g8 · Pion noir sur case noire a7 · Fou noir sur case blanche b7 · Pion noir sur case noire c7 · Pion noir sur case blanche d7 · Cavalier noir sur case noire e7 · Pion noir sur case blanche f7 · Pion noir sur case blanche h7 · Fou noir sur case noire b6 · Cavalier noir sur case blanche c6 · Pion blanc sur case noire f6 · Dame noire sur case blanche h5 · Dame blanche sur case blanche a4 · Fou blanc sur case noire a3 · Pion blanc sur case noire c3 · Fou blanc sur case blanche d3 · Cavalier blanc sur case blanche f3 · Pion blanc sur case blanche a2 · Pion blanc sur case noire f2 · Pion blanc sur case blanche g2 · Pion blanc sur case noire h2 · Tour blanche sur case noire a1 · Tour blanche sur case noire e1 · Roi blanc sur case noire g1 | Tour noire sur case noire b8 · Roi noir sur case blanche e8 · Tour noire sur case blanche g8 · Pion noir sur case noire a7 · Fou noir sur case blanche b7 · Pion noir sur case noire c7 · Pion noir sur case blanche d7 · Cavalier noir sur case noire e7 · Pion noir sur case blanche f7 · Pion noir sur case blanche h7 · Fou noir sur case noire b6 · Cavalier noir sur case blanche c6 · Pion blanc sur case noire f6 · Dame noire sur case blanche h5 · Dame blanche sur case blanche a4 · Fou blanc sur case noire a3 · Pion blanc sur case noire c3 · Fou blanc sur case blanche d3 · Cavalier blanc sur case blanche f3 · Pion blanc sur case blanche a2 · Pion blanc sur case noire f2 · Pion blanc sur case blanche g2 · Pion blanc sur case noire h2 · Tour blanche sur case noire a1 · Tour blanche sur case noire e1 · Roi blanc sur case noire g1 | Tour noire sur case noire b8 · Roi noir sur case blanche e8 · Tour noire sur case blanche g8 · Pion noir sur case noire a7 · Fou noir sur case blanche b7 · Pion noir sur case noire c7 · Pion noir sur case blanche d7 · Cavalier noir sur case noire e7 · Pion noir sur case blanche f7 · Pion noir sur case blanche h7 · Fou noir sur case noire b6 · Cavalier noir sur case blanche c6 · Pion blanc sur case noire f6 · Dame noire sur case blanche h5 · Dame blanche sur case blanche a4 · Fou blanc sur case noire a3 · Pion blanc sur case noire c3 · Fou blanc sur case blanche d3 · Cavalier blanc sur case blanche f3 · Pion blanc sur case blanche a2 · Pion blanc sur case noire f2 · Pion blanc sur case blanche g2 · Pion blanc sur case noire h2 · Tour blanche sur case noire a1 · Tour blanche sur case noire e1 · Roi blanc sur case noire g1 | 3 |
| 2 | Tour noire sur case noire b8 · Roi noir sur case blanche e8 · Tour noire sur case blanche g8 · Pion noir sur case noire a7 · Fou noir sur case blanche b7 · Pion noir sur case noire c7 · Pion noir sur case blanche d7 · Cavalier noir sur case noire e7 · Pion noir sur case blanche f7 · Pion noir sur case blanche h7 · Fou noir sur case noire b6 · Cavalier noir sur case blanche c6 · Pion blanc sur case noire f6 · Dame noire sur case blanche h5 · Dame blanche sur case blanche a4 · Fou blanc sur case noire a3 · Pion blanc sur case noire c3 · Fou blanc sur case blanche d3 · Cavalier blanc sur case blanche f3 · Pion blanc sur case blanche a2 · Pion blanc sur case noire f2 · Pion blanc sur case blanche g2 · Pion blanc sur case noire h2 · Tour blanche sur case noire a1 · Tour blanche sur case noire e1 · Roi blanc sur case noire g1 | Tour noire sur case noire b8 · Roi noir sur case blanche e8 · Tour noire sur case blanche g8 · Pion noir sur case noire a7 · Fou noir sur case blanche b7 · Pion noir sur case noire c7 · Pion noir sur case blanche d7 · Cavalier noir sur case noire e7 · Pion noir sur case blanche f7 · Pion noir sur case blanche h7 · Fou noir sur case noire b6 · Cavalier noir sur case blanche c6 · Pion blanc sur case noire f6 · Dame noire sur case blanche h5 · Dame blanche sur case blanche a4 · Fou blanc sur case noire a3 · Pion blanc sur case noire c3 · Fou blanc sur case blanche d3 · Cavalier blanc sur case blanche f3 · Pion blanc sur case blanche a2 · Pion blanc sur case noire f2 · Pion blanc sur case blanche g2 · Pion blanc sur case noire h2 · Tour blanche sur case noire a1 · Tour blanche sur case noire e1 · Roi blanc sur case noire g1 | Tour noire sur case noire b8 · Roi noir sur case blanche e8 · Tour noire sur case blanche g8 · Pion noir sur case noire a7 · Fou noir sur case blanche b7 · Pion noir sur case noire c7 · Pion noir sur case blanche d7 · Cavalier noir sur case noire e7 · Pion noir sur case blanche f7 · Pion noir sur case blanche h7 · Fou noir sur case noire b6 · Cavalier noir sur case blanche c6 · Pion blanc sur case noire f6 · Dame noire sur case blanche h5 · Dame blanche sur case blanche a4 · Fou blanc sur case noire a3 · Pion blanc sur case noire c3 · Fou blanc sur case blanche d3 · Cavalier blanc sur case blanche f3 · Pion blanc sur case blanche a2 · Pion blanc sur case noire f2 · Pion blanc sur case blanche g2 · Pion blanc sur case noire h2 · Tour blanche sur case noire a1 · Tour blanche sur case noire e1 · Roi blanc sur case noire g1 | Tour noire sur case noire b8 · Roi noir sur case blanche e8 · Tour noire sur case blanche g8 · Pion noir sur case noire a7 · Fou noir sur case blanche b7 · Pion noir sur case noire c7 · Pion noir sur case blanche d7 · Cavalier noir sur case noire e7 · Pion noir sur case blanche f7 · Pion noir sur case blanche h7 · Fou noir sur case noire b6 · Cavalier noir sur case blanche c6 · Pion blanc sur case noire f6 · Dame noire sur case blanche h5 · Dame blanche sur case blanche a4 · Fou blanc sur case noire a3 · Pion blanc sur case noire c3 · Fou blanc sur case blanche d3 · Cavalier blanc sur case blanche f3 · Pion blanc sur case blanche a2 · Pion blanc sur case noire f2 · Pion blanc sur case blanche g2 · Pion blanc sur case noire h2 · Tour blanche sur case noire a1 · Tour blanche sur case noire e1 · Roi blanc sur case noire g1 | Tour noire sur case noire b8 · Roi noir sur case blanche e8 · Tour noire sur case blanche g8 · Pion noir sur case noire a7 · Fou noir sur case blanche b7 · Pion noir sur case noire c7 · Pion noir sur case blanche d7 · Cavalier noir sur case noire e7 · Pion noir sur case blanche f7 · Pion noir sur case blanche h7 · Fou noir sur case noire b6 · Cavalier noir sur case blanche c6 · Pion blanc sur case noire f6 · Dame noire sur case blanche h5 · Dame blanche sur case blanche a4 · Fou blanc sur case noire a3 · Pion blanc sur case noire c3 · Fou blanc sur case blanche d3 · Cavalier blanc sur case blanche f3 · Pion blanc sur case blanche a2 · Pion blanc sur case noire f2 · Pion blanc sur case blanche g2 · Pion blanc sur case noire h2 · Tour blanche sur case noire a1 · Tour blanche sur case noire e1 · Roi blanc sur case noire g1 | Tour noire sur case noire b8 · Roi noir sur case blanche e8 · Tour noire sur case blanche g8 · Pion noir sur case noire a7 · Fou noir sur case blanche b7 · Pion noir sur case noire c7 · Pion noir sur case blanche d7 · Cavalier noir sur case noire e7 · Pion noir sur case blanche f7 · Pion noir sur case blanche h7 · Fou noir sur case noire b6 · Cavalier noir sur case blanche c6 · Pion blanc sur case noire f6 · Dame noire sur case blanche h5 · Dame blanche sur case blanche a4 · Fou blanc sur case noire a3 · Pion blanc sur case noire c3 · Fou blanc sur case blanche d3 · Cavalier blanc sur case blanche f3 · Pion blanc sur case blanche a2 · Pion blanc sur case noire f2 · Pion blanc sur case blanche g2 · Pion blanc sur case noire h2 · Tour blanche sur case noire a1 · Tour blanche sur case noire e1 · Roi blanc sur case noire g1 | Tour noire sur case noire b8 · Roi noir sur case blanche e8 · Tour noire sur case blanche g8 · Pion noir sur case noire a7 · Fou noir sur case blanche b7 · Pion noir sur case noire c7 · Pion noir sur case blanche d7 · Cavalier noir sur case noire e7 · Pion noir sur case blanche f7 · Pion noir sur case blanche h7 · Fou noir sur case noire b6 · Cavalier noir sur case blanche c6 · Pion blanc sur case noire f6 · Dame noire sur case blanche h5 · Dame blanche sur case blanche a4 · Fou blanc sur case noire a3 · Pion blanc sur case noire c3 · Fou blanc sur case blanche d3 · Cavalier blanc sur case blanche f3 · Pion blanc sur case blanche a2 · Pion blanc sur case noire f2 · Pion blanc sur case blanche g2 · Pion blanc sur case noire h2 · Tour blanche sur case noire a1 · Tour blanche sur case noire e1 · Roi blanc sur case noire g1 | Tour noire sur case noire b8 · Roi noir sur case blanche e8 · Tour noire sur case blanche g8 · Pion noir sur case noire a7 · Fou noir sur case blanche b7 · Pion noir sur case noire c7 · Pion noir sur case blanche d7 · Cavalier noir sur case noire e7 · Pion noir sur case blanche f7 · Pion noir sur case blanche h7 · Fou noir sur case noire b6 · Cavalier noir sur case blanche c6 · Pion blanc sur case noire f6 · Dame noire sur case blanche h5 · Dame blanche sur case blanche a4 · Fou blanc sur case noire a3 · Pion blanc sur case noire c3 · Fou blanc sur case blanche d3 · Cavalier blanc sur case blanche f3 · Pion blanc sur case blanche a2 · Pion blanc sur case noire f2 · Pion blanc sur case blanche g2 · Pion blanc sur case noire h2 · Tour blanche sur case noire a1 · Tour blanche sur case noire e1 · Roi blanc sur case noire g1 | 2 |
| 1 | Tour noire sur case noire b8 · Roi noir sur case blanche e8 · Tour noire sur case blanche g8 · Pion noir sur case noire a7 · Fou noir sur case blanche b7 · Pion noir sur case noire c7 · Pion noir sur case blanche d7 · Cavalier noir sur case noire e7 · Pion noir sur case blanche f7 · Pion noir sur case blanche h7 · Fou noir sur case noire b6 · Cavalier noir sur case blanche c6 · Pion blanc sur case noire f6 · Dame noire sur case blanche h5 · Dame blanche sur case blanche a4 · Fou blanc sur case noire a3 · Pion blanc sur case noire c3 · Fou blanc sur case blanche d3 · Cavalier blanc sur case blanche f3 · Pion blanc sur case blanche a2 · Pion blanc sur case noire f2 · Pion blanc sur case blanche g2 · Pion blanc sur case noire h2 · Tour blanche sur case noire a1 · Tour blanche sur case noire e1 · Roi blanc sur case noire g1 | Tour noire sur case noire b8 · Roi noir sur case blanche e8 · Tour noire sur case blanche g8 · Pion noir sur case noire a7 · Fou noir sur case blanche b7 · Pion noir sur case noire c7 · Pion noir sur case blanche d7 · Cavalier noir sur case noire e7 · Pion noir sur case blanche f7 · Pion noir sur case blanche h7 · Fou noir sur case noire b6 · Cavalier noir sur case blanche c6 · Pion blanc sur case noire f6 · Dame noire sur case blanche h5 · Dame blanche sur case blanche a4 · Fou blanc sur case noire a3 · Pion blanc sur case noire c3 · Fou blanc sur case blanche d3 · Cavalier blanc sur case blanche f3 · Pion blanc sur case blanche a2 · Pion blanc sur case noire f2 · Pion blanc sur case blanche g2 · Pion blanc sur case noire h2 · Tour blanche sur case noire a1 · Tour blanche sur case noire e1 · Roi blanc sur case noire g1 | Tour noire sur case noire b8 · Roi noir sur case blanche e8 · Tour noire sur case blanche g8 · Pion noir sur case noire a7 · Fou noir sur case blanche b7 · Pion noir sur case noire c7 · Pion noir sur case blanche d7 · Cavalier noir sur case noire e7 · Pion noir sur case blanche f7 · Pion noir sur case blanche h7 · Fou noir sur case noire b6 · Cavalier noir sur case blanche c6 · Pion blanc sur case noire f6 · Dame noire sur case blanche h5 · Dame blanche sur case blanche a4 · Fou blanc sur case noire a3 · Pion blanc sur case noire c3 · Fou blanc sur case blanche d3 · Cavalier blanc sur case blanche f3 · Pion blanc sur case blanche a2 · Pion blanc sur case noire f2 · Pion blanc sur case blanche g2 · Pion blanc sur case noire h2 · Tour blanche sur case noire a1 · Tour blanche sur case noire e1 · Roi blanc sur case noire g1 | Tour noire sur case noire b8 · Roi noir sur case blanche e8 · Tour noire sur case blanche g8 · Pion noir sur case noire a7 · Fou noir sur case blanche b7 · Pion noir sur case noire c7 · Pion noir sur case blanche d7 · Cavalier noir sur case noire e7 · Pion noir sur case blanche f7 · Pion noir sur case blanche h7 · Fou noir sur case noire b6 · Cavalier noir sur case blanche c6 · Pion blanc sur case noire f6 · Dame noire sur case blanche h5 · Dame blanche sur case blanche a4 · Fou blanc sur case noire a3 · Pion blanc sur case noire c3 · Fou blanc sur case blanche d3 · Cavalier blanc sur case blanche f3 · Pion blanc sur case blanche a2 · Pion blanc sur case noire f2 · Pion blanc sur case blanche g2 · Pion blanc sur case noire h2 · Tour blanche sur case noire a1 · Tour blanche sur case noire e1 · Roi blanc sur case noire g1 | Tour noire sur case noire b8 · Roi noir sur case blanche e8 · Tour noire sur case blanche g8 · Pion noir sur case noire a7 · Fou noir sur case blanche b7 · Pion noir sur case noire c7 · Pion noir sur case blanche d7 · Cavalier noir sur case noire e7 · Pion noir sur case blanche f7 · Pion noir sur case blanche h7 · Fou noir sur case noire b6 · Cavalier noir sur case blanche c6 · Pion blanc sur case noire f6 · Dame noire sur case blanche h5 · Dame blanche sur case blanche a4 · Fou blanc sur case noire a3 · Pion blanc sur case noire c3 · Fou blanc sur case blanche d3 · Cavalier blanc sur case blanche f3 · Pion blanc sur case blanche a2 · Pion blanc sur case noire f2 · Pion blanc sur case blanche g2 · Pion blanc sur case noire h2 · Tour blanche sur case noire a1 · Tour blanche sur case noire e1 · Roi blanc sur case noire g1 | Tour noire sur case noire b8 · Roi noir sur case blanche e8 · Tour noire sur case blanche g8 · Pion noir sur case noire a7 · Fou noir sur case blanche b7 · Pion noir sur case noire c7 · Pion noir sur case blanche d7 · Cavalier noir sur case noire e7 · Pion noir sur case blanche f7 · Pion noir sur case blanche h7 · Fou noir sur case noire b6 · Cavalier noir sur case blanche c6 · Pion blanc sur case noire f6 · Dame noire sur case blanche h5 · Dame blanche sur case blanche a4 · Fou blanc sur case noire a3 · Pion blanc sur case noire c3 · Fou blanc sur case blanche d3 · Cavalier blanc sur case blanche f3 · Pion blanc sur case blanche a2 · Pion blanc sur case noire f2 · Pion blanc sur case blanche g2 · Pion blanc sur case noire h2 · Tour blanche sur case noire a1 · Tour blanche sur case noire e1 · Roi blanc sur case noire g1 | Tour noire sur case noire b8 · Roi noir sur case blanche e8 · Tour noire sur case blanche g8 · Pion noir sur case noire a7 · Fou noir sur case blanche b7 · Pion noir sur case noire c7 · Pion noir sur case blanche d7 · Cavalier noir sur case noire e7 · Pion noir sur case blanche f7 · Pion noir sur case blanche h7 · Fou noir sur case noire b6 · Cavalier noir sur case blanche c6 · Pion blanc sur case noire f6 · Dame noire sur case blanche h5 · Dame blanche sur case blanche a4 · Fou blanc sur case noire a3 · Pion blanc sur case noire c3 · Fou blanc sur case blanche d3 · Cavalier blanc sur case blanche f3 · Pion blanc sur case blanche a2 · Pion blanc sur case noire f2 · Pion blanc sur case blanche g2 · Pion blanc sur case noire h2 · Tour blanche sur case noire a1 · Tour blanche sur case noire e1 · Roi blanc sur case noire g1 | Tour noire sur case noire b8 · Roi noir sur case blanche e8 · Tour noire sur case blanche g8 · Pion noir sur case noire a7 · Fou noir sur case blanche b7 · Pion noir sur case noire c7 · Pion noir sur case blanche d7 · Cavalier noir sur case noire e7 · Pion noir sur case blanche f7 · Pion noir sur case blanche h7 · Fou noir sur case noire b6 · Cavalier noir sur case blanche c6 · Pion blanc sur case noire f6 · Dame noire sur case blanche h5 · Dame blanche sur case blanche a4 · Fou blanc sur case noire a3 · Pion blanc sur case noire c3 · Fou blanc sur case blanche d3 · Cavalier blanc sur case blanche f3 · Pion blanc sur case blanche a2 · Pion blanc sur case noire f2 · Pion blanc sur case blanche g2 · Pion blanc sur case noire h2 · Tour blanche sur case noire a1 · Tour blanche sur case noire e1 · Roi blanc sur case noire g1 | 1 |
|   | a | b | c | d | e | f | g | h |   |

Les Noirs rendent un pion pour activer leurs pièces mais ils auraient mieux fait de roquer. 
12. Dxb5 Tb8 13. Da4 Fb6 14. Cbd2 Fb7?
Comme au 11e coup, les Noirs auraient dû roquer mais ils jouent en style romantique, voulant attaquer le roque blanc.
15. Ce4 Df5
15. ... 0-0 se heurterait à 16.Fxd3 Dh5 17.Cg3 Dh6 18.Fc1 De6 19.Cg5 qui gagne. Les Noirs auraient cependant pu tenter l'astucieux 15...d2!.
16. Fxd3 Dh5 
Ici les Blancs peuvent gagner prosaïquement en jouant 17.Cg3, par exemple : 17...Dh6 18.Fc1 De6 19.Fc4 Cd5 (sur Dg6 20.Ch4 gagne la dame) 20.Cg5 Dg4 21.Te4 Cxc3 22.Txg4 Cxa4 23.Fxf7+ Rf8 24.Txa4. Mais à l'époque, la beauté d'une partie consistait autant à son résultat qu'à la manière. Anderssen imagine un sacrifice de pièce profond mais pas totalement correct.
17. Cf6+ gxf6 18. exf6 Tg8 (diagramme)
Qui pourrait croire que ce dernier coup est une faute fatale ? Il faudra cinq coups de plus pour comprendre la faute. À la décharge de Dufresne, Anderssen a calculé une excellente, et inattendue, combinaison qui donnera le gain aux Blancs, laquelle commence par le coup qui suit.
19. Tad1 !?
|   | a | b | c | d | e | f | g | h |   |
| 8 | Tour noire sur case noire b8 · Roi noir sur case noire f8 · Tour noire sur case blanche g8 · Pion noir sur case noire a7 · Fou noir sur case blanche b7 · Pion noir sur case noire c7 · Fou blanc sur case blanche d7 · Fou blanc sur case noire e7 · Pion noir sur case blanche f7 · Pion noir sur case blanche h7 · Fou noir sur case noire b6 · Pion blanc sur case noire f6 · Pion blanc sur case noire c3 · Dame noire sur case blanche f3 · Pion blanc sur case blanche a2 · Pion blanc sur case noire f2 · Pion blanc sur case blanche g2 · Pion blanc sur case noire h2 · Tour blanche sur case blanche d1 · Roi blanc sur case noire g1 | Tour noire sur case noire b8 · Roi noir sur case noire f8 · Tour noire sur case blanche g8 · Pion noir sur case noire a7 · Fou noir sur case blanche b7 · Pion noir sur case noire c7 · Fou blanc sur case blanche d7 · Fou blanc sur case noire e7 · Pion noir sur case blanche f7 · Pion noir sur case blanche h7 · Fou noir sur case noire b6 · Pion blanc sur case noire f6 · Pion blanc sur case noire c3 · Dame noire sur case blanche f3 · Pion blanc sur case blanche a2 · Pion blanc sur case noire f2 · Pion blanc sur case blanche g2 · Pion blanc sur case noire h2 · Tour blanche sur case blanche d1 · Roi blanc sur case noire g1 | Tour noire sur case noire b8 · Roi noir sur case noire f8 · Tour noire sur case blanche g8 · Pion noir sur case noire a7 · Fou noir sur case blanche b7 · Pion noir sur case noire c7 · Fou blanc sur case blanche d7 · Fou blanc sur case noire e7 · Pion noir sur case blanche f7 · Pion noir sur case blanche h7 · Fou noir sur case noire b6 · Pion blanc sur case noire f6 · Pion blanc sur case noire c3 · Dame noire sur case blanche f3 · Pion blanc sur case blanche a2 · Pion blanc sur case noire f2 · Pion blanc sur case blanche g2 · Pion blanc sur case noire h2 · Tour blanche sur case blanche d1 · Roi blanc sur case noire g1 | Tour noire sur case noire b8 · Roi noir sur case noire f8 · Tour noire sur case blanche g8 · Pion noir sur case noire a7 · Fou noir sur case blanche b7 · Pion noir sur case noire c7 · Fou blanc sur case blanche d7 · Fou blanc sur case noire e7 · Pion noir sur case blanche f7 · Pion noir sur case blanche h7 · Fou noir sur case noire b6 · Pion blanc sur case noire f6 · Pion blanc sur case noire c3 · Dame noire sur case blanche f3 · Pion blanc sur case blanche a2 · Pion blanc sur case noire f2 · Pion blanc sur case blanche g2 · Pion blanc sur case noire h2 · Tour blanche sur case blanche d1 · Roi blanc sur case noire g1 | Tour noire sur case noire b8 · Roi noir sur case noire f8 · Tour noire sur case blanche g8 · Pion noir sur case noire a7 · Fou noir sur case blanche b7 · Pion noir sur case noire c7 · Fou blanc sur case blanche d7 · Fou blanc sur case noire e7 · Pion noir sur case blanche f7 · Pion noir sur case blanche h7 · Fou noir sur case noire b6 · Pion blanc sur case noire f6 · Pion blanc sur case noire c3 · Dame noire sur case blanche f3 · Pion blanc sur case blanche a2 · Pion blanc sur case noire f2 · Pion blanc sur case blanche g2 · Pion blanc sur case noire h2 · Tour blanche sur case blanche d1 · Roi blanc sur case noire g1 | Tour noire sur case noire b8 · Roi noir sur case noire f8 · Tour noire sur case blanche g8 · Pion noir sur case noire a7 · Fou noir sur case blanche b7 · Pion noir sur case noire c7 · Fou blanc sur case blanche d7 · Fou blanc sur case noire e7 · Pion noir sur case blanche f7 · Pion noir sur case blanche h7 · Fou noir sur case noire b6 · Pion blanc sur case noire f6 · Pion blanc sur case noire c3 · Dame noire sur case blanche f3 · Pion blanc sur case blanche a2 · Pion blanc sur case noire f2 · Pion blanc sur case blanche g2 · Pion blanc sur case noire h2 · Tour blanche sur case blanche d1 · Roi blanc sur case noire g1 | Tour noire sur case noire b8 · Roi noir sur case noire f8 · Tour noire sur case blanche g8 · Pion noir sur case noire a7 · Fou noir sur case blanche b7 · Pion noir sur case noire c7 · Fou blanc sur case blanche d7 · Fou blanc sur case noire e7 · Pion noir sur case blanche f7 · Pion noir sur case blanche h7 · Fou noir sur case noire b6 · Pion blanc sur case noire f6 · Pion blanc sur case noire c3 · Dame noire sur case blanche f3 · Pion blanc sur case blanche a2 · Pion blanc sur case noire f2 · Pion blanc sur case blanche g2 · Pion blanc sur case noire h2 · Tour blanche sur case blanche d1 · Roi blanc sur case noire g1 | Tour noire sur case noire b8 · Roi noir sur case noire f8 · Tour noire sur case blanche g8 · Pion noir sur case noire a7 · Fou noir sur case blanche b7 · Pion noir sur case noire c7 · Fou blanc sur case blanche d7 · Fou blanc sur case noire e7 · Pion noir sur case blanche f7 · Pion noir sur case blanche h7 · Fou noir sur case noire b6 · Pion blanc sur case noire f6 · Pion blanc sur case noire c3 · Dame noire sur case blanche f3 · Pion blanc sur case blanche a2 · Pion blanc sur case noire f2 · Pion blanc sur case blanche g2 · Pion blanc sur case noire h2 · Tour blanche sur case blanche d1 · Roi blanc sur case noire g1 | 8 |
| 7 | Tour noire sur case noire b8 · Roi noir sur case noire f8 · Tour noire sur case blanche g8 · Pion noir sur case noire a7 · Fou noir sur case blanche b7 · Pion noir sur case noire c7 · Fou blanc sur case blanche d7 · Fou blanc sur case noire e7 · Pion noir sur case blanche f7 · Pion noir sur case blanche h7 · Fou noir sur case noire b6 · Pion blanc sur case noire f6 · Pion blanc sur case noire c3 · Dame noire sur case blanche f3 · Pion blanc sur case blanche a2 · Pion blanc sur case noire f2 · Pion blanc sur case blanche g2 · Pion blanc sur case noire h2 · Tour blanche sur case blanche d1 · Roi blanc sur case noire g1 | Tour noire sur case noire b8 · Roi noir sur case noire f8 · Tour noire sur case blanche g8 · Pion noir sur case noire a7 · Fou noir sur case blanche b7 · Pion noir sur case noire c7 · Fou blanc sur case blanche d7 · Fou blanc sur case noire e7 · Pion noir sur case blanche f7 · Pion noir sur case blanche h7 · Fou noir sur case noire b6 · Pion blanc sur case noire f6 · Pion blanc sur case noire c3 · Dame noire sur case blanche f3 · Pion blanc sur case blanche a2 · Pion blanc sur case noire f2 · Pion blanc sur case blanche g2 · Pion blanc sur case noire h2 · Tour blanche sur case blanche d1 · Roi blanc sur case noire g1 | Tour noire sur case noire b8 · Roi noir sur case noire f8 · Tour noire sur case blanche g8 · Pion noir sur case noire a7 · Fou noir sur case blanche b7 · Pion noir sur case noire c7 · Fou blanc sur case blanche d7 · Fou blanc sur case noire e7 · Pion noir sur case blanche f7 · Pion noir sur case blanche h7 · Fou noir sur case noire b6 · Pion blanc sur case noire f6 · Pion blanc sur case noire c3 · Dame noire sur case blanche f3 · Pion blanc sur case blanche a2 · Pion blanc sur case noire f2 · Pion blanc sur case blanche g2 · Pion blanc sur case noire h2 · Tour blanche sur case blanche d1 · Roi blanc sur case noire g1 | Tour noire sur case noire b8 · Roi noir sur case noire f8 · Tour noire sur case blanche g8 · Pion noir sur case noire a7 · Fou noir sur case blanche b7 · Pion noir sur case noire c7 · Fou blanc sur case blanche d7 · Fou blanc sur case noire e7 · Pion noir sur case blanche f7 · Pion noir sur case blanche h7 · Fou noir sur case noire b6 · Pion blanc sur case noire f6 · Pion blanc sur case noire c3 · Dame noire sur case blanche f3 · Pion blanc sur case blanche a2 · Pion blanc sur case noire f2 · Pion blanc sur case blanche g2 · Pion blanc sur case noire h2 · Tour blanche sur case blanche d1 · Roi blanc sur case noire g1 | Tour noire sur case noire b8 · Roi noir sur case noire f8 · Tour noire sur case blanche g8 · Pion noir sur case noire a7 · Fou noir sur case blanche b7 · Pion noir sur case noire c7 · Fou blanc sur case blanche d7 · Fou blanc sur case noire e7 · Pion noir sur case blanche f7 · Pion noir sur case blanche h7 · Fou noir sur case noire b6 · Pion blanc sur case noire f6 · Pion blanc sur case noire c3 · Dame noire sur case blanche f3 · Pion blanc sur case blanche a2 · Pion blanc sur case noire f2 · Pion blanc sur case blanche g2 · Pion blanc sur case noire h2 · Tour blanche sur case blanche d1 · Roi blanc sur case noire g1 | Tour noire sur case noire b8 · Roi noir sur case noire f8 · Tour noire sur case blanche g8 · Pion noir sur case noire a7 · Fou noir sur case blanche b7 · Pion noir sur case noire c7 · Fou blanc sur case blanche d7 · Fou blanc sur case noire e7 · Pion noir sur case blanche f7 · Pion noir sur case blanche h7 · Fou noir sur case noire b6 · Pion blanc sur case noire f6 · Pion blanc sur case noire c3 · Dame noire sur case blanche f3 · Pion blanc sur case blanche a2 · Pion blanc sur case noire f2 · Pion blanc sur case blanche g2 · Pion blanc sur case noire h2 · Tour blanche sur case blanche d1 · Roi blanc sur case noire g1 | Tour noire sur case noire b8 · Roi noir sur case noire f8 · Tour noire sur case blanche g8 · Pion noir sur case noire a7 · Fou noir sur case blanche b7 · Pion noir sur case noire c7 · Fou blanc sur case blanche d7 · Fou blanc sur case noire e7 · Pion noir sur case blanche f7 · Pion noir sur case blanche h7 · Fou noir sur case noire b6 · Pion blanc sur case noire f6 · Pion blanc sur case noire c3 · Dame noire sur case blanche f3 · Pion blanc sur case blanche a2 · Pion blanc sur case noire f2 · Pion blanc sur case blanche g2 · Pion blanc sur case noire h2 · Tour blanche sur case blanche d1 · Roi blanc sur case noire g1 | Tour noire sur case noire b8 · Roi noir sur case noire f8 · Tour noire sur case blanche g8 · Pion noir sur case noire a7 · Fou noir sur case blanche b7 · Pion noir sur case noire c7 · Fou blanc sur case blanche d7 · Fou blanc sur case noire e7 · Pion noir sur case blanche f7 · Pion noir sur case blanche h7 · Fou noir sur case noire b6 · Pion blanc sur case noire f6 · Pion blanc sur case noire c3 · Dame noire sur case blanche f3 · Pion blanc sur case blanche a2 · Pion blanc sur case noire f2 · Pion blanc sur case blanche g2 · Pion blanc sur case noire h2 · Tour blanche sur case blanche d1 · Roi blanc sur case noire g1 | 7 |
| 6 | Tour noire sur case noire b8 · Roi noir sur case noire f8 · Tour noire sur case blanche g8 · Pion noir sur case noire a7 · Fou noir sur case blanche b7 · Pion noir sur case noire c7 · Fou blanc sur case blanche d7 · Fou blanc sur case noire e7 · Pion noir sur case blanche f7 · Pion noir sur case blanche h7 · Fou noir sur case noire b6 · Pion blanc sur case noire f6 · Pion blanc sur case noire c3 · Dame noire sur case blanche f3 · Pion blanc sur case blanche a2 · Pion blanc sur case noire f2 · Pion blanc sur case blanche g2 · Pion blanc sur case noire h2 · Tour blanche sur case blanche d1 · Roi blanc sur case noire g1 | Tour noire sur case noire b8 · Roi noir sur case noire f8 · Tour noire sur case blanche g8 · Pion noir sur case noire a7 · Fou noir sur case blanche b7 · Pion noir sur case noire c7 · Fou blanc sur case blanche d7 · Fou blanc sur case noire e7 · Pion noir sur case blanche f7 · Pion noir sur case blanche h7 · Fou noir sur case noire b6 · Pion blanc sur case noire f6 · Pion blanc sur case noire c3 · Dame noire sur case blanche f3 · Pion blanc sur case blanche a2 · Pion blanc sur case noire f2 · Pion blanc sur case blanche g2 · Pion blanc sur case noire h2 · Tour blanche sur case blanche d1 · Roi blanc sur case noire g1 | Tour noire sur case noire b8 · Roi noir sur case noire f8 · Tour noire sur case blanche g8 · Pion noir sur case noire a7 · Fou noir sur case blanche b7 · Pion noir sur case noire c7 · Fou blanc sur case blanche d7 · Fou blanc sur case noire e7 · Pion noir sur case blanche f7 · Pion noir sur case blanche h7 · Fou noir sur case noire b6 · Pion blanc sur case noire f6 · Pion blanc sur case noire c3 · Dame noire sur case blanche f3 · Pion blanc sur case blanche a2 · Pion blanc sur case noire f2 · Pion blanc sur case blanche g2 · Pion blanc sur case noire h2 · Tour blanche sur case blanche d1 · Roi blanc sur case noire g1 | Tour noire sur case noire b8 · Roi noir sur case noire f8 · Tour noire sur case blanche g8 · Pion noir sur case noire a7 · Fou noir sur case blanche b7 · Pion noir sur case noire c7 · Fou blanc sur case blanche d7 · Fou blanc sur case noire e7 · Pion noir sur case blanche f7 · Pion noir sur case blanche h7 · Fou noir sur case noire b6 · Pion blanc sur case noire f6 · Pion blanc sur case noire c3 · Dame noire sur case blanche f3 · Pion blanc sur case blanche a2 · Pion blanc sur case noire f2 · Pion blanc sur case blanche g2 · Pion blanc sur case noire h2 · Tour blanche sur case blanche d1 · Roi blanc sur case noire g1 | Tour noire sur case noire b8 · Roi noir sur case noire f8 · Tour noire sur case blanche g8 · Pion noir sur case noire a7 · Fou noir sur case blanche b7 · Pion noir sur case noire c7 · Fou blanc sur case blanche d7 · Fou blanc sur case noire e7 · Pion noir sur case blanche f7 · Pion noir sur case blanche h7 · Fou noir sur case noire b6 · Pion blanc sur case noire f6 · Pion blanc sur case noire c3 · Dame noire sur case blanche f3 · Pion blanc sur case blanche a2 · Pion blanc sur case noire f2 · Pion blanc sur case blanche g2 · Pion blanc sur case noire h2 · Tour blanche sur case blanche d1 · Roi blanc sur case noire g1 | Tour noire sur case noire b8 · Roi noir sur case noire f8 · Tour noire sur case blanche g8 · Pion noir sur case noire a7 · Fou noir sur case blanche b7 · Pion noir sur case noire c7 · Fou blanc sur case blanche d7 · Fou blanc sur case noire e7 · Pion noir sur case blanche f7 · Pion noir sur case blanche h7 · Fou noir sur case noire b6 · Pion blanc sur case noire f6 · Pion blanc sur case noire c3 · Dame noire sur case blanche f3 · Pion blanc sur case blanche a2 · Pion blanc sur case noire f2 · Pion blanc sur case blanche g2 · Pion blanc sur case noire h2 · Tour blanche sur case blanche d1 · Roi blanc sur case noire g1 | Tour noire sur case noire b8 · Roi noir sur case noire f8 · Tour noire sur case blanche g8 · Pion noir sur case noire a7 · Fou noir sur case blanche b7 · Pion noir sur case noire c7 · Fou blanc sur case blanche d7 · Fou blanc sur case noire e7 · Pion noir sur case blanche f7 · Pion noir sur case blanche h7 · Fou noir sur case noire b6 · Pion blanc sur case noire f6 · Pion blanc sur case noire c3 · Dame noire sur case blanche f3 · Pion blanc sur case blanche a2 · Pion blanc sur case noire f2 · Pion blanc sur case blanche g2 · Pion blanc sur case noire h2 · Tour blanche sur case blanche d1 · Roi blanc sur case noire g1 | Tour noire sur case noire b8 · Roi noir sur case noire f8 · Tour noire sur case blanche g8 · Pion noir sur case noire a7 · Fou noir sur case blanche b7 · Pion noir sur case noire c7 · Fou blanc sur case blanche d7 · Fou blanc sur case noire e7 · Pion noir sur case blanche f7 · Pion noir sur case blanche h7 · Fou noir sur case noire b6 · Pion blanc sur case noire f6 · Pion blanc sur case noire c3 · Dame noire sur case blanche f3 · Pion blanc sur case blanche a2 · Pion blanc sur case noire f2 · Pion blanc sur case blanche g2 · Pion blanc sur case noire h2 · Tour blanche sur case blanche d1 · Roi blanc sur case noire g1 | 6 |
| 5 | Tour noire sur case noire b8 · Roi noir sur case noire f8 · Tour noire sur case blanche g8 · Pion noir sur case noire a7 · Fou noir sur case blanche b7 · Pion noir sur case noire c7 · Fou blanc sur case blanche d7 · Fou blanc sur case noire e7 · Pion noir sur case blanche f7 · Pion noir sur case blanche h7 · Fou noir sur case noire b6 · Pion blanc sur case noire f6 · Pion blanc sur case noire c3 · Dame noire sur case blanche f3 · Pion blanc sur case blanche a2 · Pion blanc sur case noire f2 · Pion blanc sur case blanche g2 · Pion blanc sur case noire h2 · Tour blanche sur case blanche d1 · Roi blanc sur case noire g1 | Tour noire sur case noire b8 · Roi noir sur case noire f8 · Tour noire sur case blanche g8 · Pion noir sur case noire a7 · Fou noir sur case blanche b7 · Pion noir sur case noire c7 · Fou blanc sur case blanche d7 · Fou blanc sur case noire e7 · Pion noir sur case blanche f7 · Pion noir sur case blanche h7 · Fou noir sur case noire b6 · Pion blanc sur case noire f6 · Pion blanc sur case noire c3 · Dame noire sur case blanche f3 · Pion blanc sur case blanche a2 · Pion blanc sur case noire f2 · Pion blanc sur case blanche g2 · Pion blanc sur case noire h2 · Tour blanche sur case blanche d1 · Roi blanc sur case noire g1 | Tour noire sur case noire b8 · Roi noir sur case noire f8 · Tour noire sur case blanche g8 · Pion noir sur case noire a7 · Fou noir sur case blanche b7 · Pion noir sur case noire c7 · Fou blanc sur case blanche d7 · Fou blanc sur case noire e7 · Pion noir sur case blanche f7 · Pion noir sur case blanche h7 · Fou noir sur case noire b6 · Pion blanc sur case noire f6 · Pion blanc sur case noire c3 · Dame noire sur case blanche f3 · Pion blanc sur case blanche a2 · Pion blanc sur case noire f2 · Pion blanc sur case blanche g2 · Pion blanc sur case noire h2 · Tour blanche sur case blanche d1 · Roi blanc sur case noire g1 | Tour noire sur case noire b8 · Roi noir sur case noire f8 · Tour noire sur case blanche g8 · Pion noir sur case noire a7 · Fou noir sur case blanche b7 · Pion noir sur case noire c7 · Fou blanc sur case blanche d7 · Fou blanc sur case noire e7 · Pion noir sur case blanche f7 · Pion noir sur case blanche h7 · Fou noir sur case noire b6 · Pion blanc sur case noire f6 · Pion blanc sur case noire c3 · Dame noire sur case blanche f3 · Pion blanc sur case blanche a2 · Pion blanc sur case noire f2 · Pion blanc sur case blanche g2 · Pion blanc sur case noire h2 · Tour blanche sur case blanche d1 · Roi blanc sur case noire g1 | Tour noire sur case noire b8 · Roi noir sur case noire f8 · Tour noire sur case blanche g8 · Pion noir sur case noire a7 · Fou noir sur case blanche b7 · Pion noir sur case noire c7 · Fou blanc sur case blanche d7 · Fou blanc sur case noire e7 · Pion noir sur case blanche f7 · Pion noir sur case blanche h7 · Fou noir sur case noire b6 · Pion blanc sur case noire f6 · Pion blanc sur case noire c3 · Dame noire sur case blanche f3 · Pion blanc sur case blanche a2 · Pion blanc sur case noire f2 · Pion blanc sur case blanche g2 · Pion blanc sur case noire h2 · Tour blanche sur case blanche d1 · Roi blanc sur case noire g1 | Tour noire sur case noire b8 · Roi noir sur case noire f8 · Tour noire sur case blanche g8 · Pion noir sur case noire a7 · Fou noir sur case blanche b7 · Pion noir sur case noire c7 · Fou blanc sur case blanche d7 · Fou blanc sur case noire e7 · Pion noir sur case blanche f7 · Pion noir sur case blanche h7 · Fou noir sur case noire b6 · Pion blanc sur case noire f6 · Pion blanc sur case noire c3 · Dame noire sur case blanche f3 · Pion blanc sur case blanche a2 · Pion blanc sur case noire f2 · Pion blanc sur case blanche g2 · Pion blanc sur case noire h2 · Tour blanche sur case blanche d1 · Roi blanc sur case noire g1 | Tour noire sur case noire b8 · Roi noir sur case noire f8 · Tour noire sur case blanche g8 · Pion noir sur case noire a7 · Fou noir sur case blanche b7 · Pion noir sur case noire c7 · Fou blanc sur case blanche d7 · Fou blanc sur case noire e7 · Pion noir sur case blanche f7 · Pion noir sur case blanche h7 · Fou noir sur case noire b6 · Pion blanc sur case noire f6 · Pion blanc sur case noire c3 · Dame noire sur case blanche f3 · Pion blanc sur case blanche a2 · Pion blanc sur case noire f2 · Pion blanc sur case blanche g2 · Pion blanc sur case noire h2 · Tour blanche sur case blanche d1 · Roi blanc sur case noire g1 | Tour noire sur case noire b8 · Roi noir sur case noire f8 · Tour noire sur case blanche g8 · Pion noir sur case noire a7 · Fou noir sur case blanche b7 · Pion noir sur case noire c7 · Fou blanc sur case blanche d7 · Fou blanc sur case noire e7 · Pion noir sur case blanche f7 · Pion noir sur case blanche h7 · Fou noir sur case noire b6 · Pion blanc sur case noire f6 · Pion blanc sur case noire c3 · Dame noire sur case blanche f3 · Pion blanc sur case blanche a2 · Pion blanc sur case noire f2 · Pion blanc sur case blanche g2 · Pion blanc sur case noire h2 · Tour blanche sur case blanche d1 · Roi blanc sur case noire g1 | 5 |
| 4 | Tour noire sur case noire b8 · Roi noir sur case noire f8 · Tour noire sur case blanche g8 · Pion noir sur case noire a7 · Fou noir sur case blanche b7 · Pion noir sur case noire c7 · Fou blanc sur case blanche d7 · Fou blanc sur case noire e7 · Pion noir sur case blanche f7 · Pion noir sur case blanche h7 · Fou noir sur case noire b6 · Pion blanc sur case noire f6 · Pion blanc sur case noire c3 · Dame noire sur case blanche f3 · Pion blanc sur case blanche a2 · Pion blanc sur case noire f2 · Pion blanc sur case blanche g2 · Pion blanc sur case noire h2 · Tour blanche sur case blanche d1 · Roi blanc sur case noire g1 | Tour noire sur case noire b8 · Roi noir sur case noire f8 · Tour noire sur case blanche g8 · Pion noir sur case noire a7 · Fou noir sur case blanche b7 · Pion noir sur case noire c7 · Fou blanc sur case blanche d7 · Fou blanc sur case noire e7 · Pion noir sur case blanche f7 · Pion noir sur case blanche h7 · Fou noir sur case noire b6 · Pion blanc sur case noire f6 · Pion blanc sur case noire c3 · Dame noire sur case blanche f3 · Pion blanc sur case blanche a2 · Pion blanc sur case noire f2 · Pion blanc sur case blanche g2 · Pion blanc sur case noire h2 · Tour blanche sur case blanche d1 · Roi blanc sur case noire g1 | Tour noire sur case noire b8 · Roi noir sur case noire f8 · Tour noire sur case blanche g8 · Pion noir sur case noire a7 · Fou noir sur case blanche b7 · Pion noir sur case noire c7 · Fou blanc sur case blanche d7 · Fou blanc sur case noire e7 · Pion noir sur case blanche f7 · Pion noir sur case blanche h7 · Fou noir sur case noire b6 · Pion blanc sur case noire f6 · Pion blanc sur case noire c3 · Dame noire sur case blanche f3 · Pion blanc sur case blanche a2 · Pion blanc sur case noire f2 · Pion blanc sur case blanche g2 · Pion blanc sur case noire h2 · Tour blanche sur case blanche d1 · Roi blanc sur case noire g1 | Tour noire sur case noire b8 · Roi noir sur case noire f8 · Tour noire sur case blanche g8 · Pion noir sur case noire a7 · Fou noir sur case blanche b7 · Pion noir sur case noire c7 · Fou blanc sur case blanche d7 · Fou blanc sur case noire e7 · Pion noir sur case blanche f7 · Pion noir sur case blanche h7 · Fou noir sur case noire b6 · Pion blanc sur case noire f6 · Pion blanc sur case noire c3 · Dame noire sur case blanche f3 · Pion blanc sur case blanche a2 · Pion blanc sur case noire f2 · Pion blanc sur case blanche g2 · Pion blanc sur case noire h2 · Tour blanche sur case blanche d1 · Roi blanc sur case noire g1 | Tour noire sur case noire b8 · Roi noir sur case noire f8 · Tour noire sur case blanche g8 · Pion noir sur case noire a7 · Fou noir sur case blanche b7 · Pion noir sur case noire c7 · Fou blanc sur case blanche d7 · Fou blanc sur case noire e7 · Pion noir sur case blanche f7 · Pion noir sur case blanche h7 · Fou noir sur case noire b6 · Pion blanc sur case noire f6 · Pion blanc sur case noire c3 · Dame noire sur case blanche f3 · Pion blanc sur case blanche a2 · Pion blanc sur case noire f2 · Pion blanc sur case blanche g2 · Pion blanc sur case noire h2 · Tour blanche sur case blanche d1 · Roi blanc sur case noire g1 | Tour noire sur case noire b8 · Roi noir sur case noire f8 · Tour noire sur case blanche g8 · Pion noir sur case noire a7 · Fou noir sur case blanche b7 · Pion noir sur case noire c7 · Fou blanc sur case blanche d7 · Fou blanc sur case noire e7 · Pion noir sur case blanche f7 · Pion noir sur case blanche h7 · Fou noir sur case noire b6 · Pion blanc sur case noire f6 · Pion blanc sur case noire c3 · Dame noire sur case blanche f3 · Pion blanc sur case blanche a2 · Pion blanc sur case noire f2 · Pion blanc sur case blanche g2 · Pion blanc sur case noire h2 · Tour blanche sur case blanche d1 · Roi blanc sur case noire g1 | Tour noire sur case noire b8 · Roi noir sur case noire f8 · Tour noire sur case blanche g8 · Pion noir sur case noire a7 · Fou noir sur case blanche b7 · Pion noir sur case noire c7 · Fou blanc sur case blanche d7 · Fou blanc sur case noire e7 · Pion noir sur case blanche f7 · Pion noir sur case blanche h7 · Fou noir sur case noire b6 · Pion blanc sur case noire f6 · Pion blanc sur case noire c3 · Dame noire sur case blanche f3 · Pion blanc sur case blanche a2 · Pion blanc sur case noire f2 · Pion blanc sur case blanche g2 · Pion blanc sur case noire h2 · Tour blanche sur case blanche d1 · Roi blanc sur case noire g1 | Tour noire sur case noire b8 · Roi noir sur case noire f8 · Tour noire sur case blanche g8 · Pion noir sur case noire a7 · Fou noir sur case blanche b7 · Pion noir sur case noire c7 · Fou blanc sur case blanche d7 · Fou blanc sur case noire e7 · Pion noir sur case blanche f7 · Pion noir sur case blanche h7 · Fou noir sur case noire b6 · Pion blanc sur case noire f6 · Pion blanc sur case noire c3 · Dame noire sur case blanche f3 · Pion blanc sur case blanche a2 · Pion blanc sur case noire f2 · Pion blanc sur case blanche g2 · Pion blanc sur case noire h2 · Tour blanche sur case blanche d1 · Roi blanc sur case noire g1 | 4 |
| 3 | Tour noire sur case noire b8 · Roi noir sur case noire f8 · Tour noire sur case blanche g8 · Pion noir sur case noire a7 · Fou noir sur case blanche b7 · Pion noir sur case noire c7 · Fou blanc sur case blanche d7 · Fou blanc sur case noire e7 · Pion noir sur case blanche f7 · Pion noir sur case blanche h7 · Fou noir sur case noire b6 · Pion blanc sur case noire f6 · Pion blanc sur case noire c3 · Dame noire sur case blanche f3 · Pion blanc sur case blanche a2 · Pion blanc sur case noire f2 · Pion blanc sur case blanche g2 · Pion blanc sur case noire h2 · Tour blanche sur case blanche d1 · Roi blanc sur case noire g1 | Tour noire sur case noire b8 · Roi noir sur case noire f8 · Tour noire sur case blanche g8 · Pion noir sur case noire a7 · Fou noir sur case blanche b7 · Pion noir sur case noire c7 · Fou blanc sur case blanche d7 · Fou blanc sur case noire e7 · Pion noir sur case blanche f7 · Pion noir sur case blanche h7 · Fou noir sur case noire b6 · Pion blanc sur case noire f6 · Pion blanc sur case noire c3 · Dame noire sur case blanche f3 · Pion blanc sur case blanche a2 · Pion blanc sur case noire f2 · Pion blanc sur case blanche g2 · Pion blanc sur case noire h2 · Tour blanche sur case blanche d1 · Roi blanc sur case noire g1 | Tour noire sur case noire b8 · Roi noir sur case noire f8 · Tour noire sur case blanche g8 · Pion noir sur case noire a7 · Fou noir sur case blanche b7 · Pion noir sur case noire c7 · Fou blanc sur case blanche d7 · Fou blanc sur case noire e7 · Pion noir sur case blanche f7 · Pion noir sur case blanche h7 · Fou noir sur case noire b6 · Pion blanc sur case noire f6 · Pion blanc sur case noire c3 · Dame noire sur case blanche f3 · Pion blanc sur case blanche a2 · Pion blanc sur case noire f2 · Pion blanc sur case blanche g2 · Pion blanc sur case noire h2 · Tour blanche sur case blanche d1 · Roi blanc sur case noire g1 | Tour noire sur case noire b8 · Roi noir sur case noire f8 · Tour noire sur case blanche g8 · Pion noir sur case noire a7 · Fou noir sur case blanche b7 · Pion noir sur case noire c7 · Fou blanc sur case blanche d7 · Fou blanc sur case noire e7 · Pion noir sur case blanche f7 · Pion noir sur case blanche h7 · Fou noir sur case noire b6 · Pion blanc sur case noire f6 · Pion blanc sur case noire c3 · Dame noire sur case blanche f3 · Pion blanc sur case blanche a2 · Pion blanc sur case noire f2 · Pion blanc sur case blanche g2 · Pion blanc sur case noire h2 · Tour blanche sur case blanche d1 · Roi blanc sur case noire g1 | Tour noire sur case noire b8 · Roi noir sur case noire f8 · Tour noire sur case blanche g8 · Pion noir sur case noire a7 · Fou noir sur case blanche b7 · Pion noir sur case noire c7 · Fou blanc sur case blanche d7 · Fou blanc sur case noire e7 · Pion noir sur case blanche f7 · Pion noir sur case blanche h7 · Fou noir sur case noire b6 · Pion blanc sur case noire f6 · Pion blanc sur case noire c3 · Dame noire sur case blanche f3 · Pion blanc sur case blanche a2 · Pion blanc sur case noire f2 · Pion blanc sur case blanche g2 · Pion blanc sur case noire h2 · Tour blanche sur case blanche d1 · Roi blanc sur case noire g1 | Tour noire sur case noire b8 · Roi noir sur case noire f8 · Tour noire sur case blanche g8 · Pion noir sur case noire a7 · Fou noir sur case blanche b7 · Pion noir sur case noire c7 · Fou blanc sur case blanche d7 · Fou blanc sur case noire e7 · Pion noir sur case blanche f7 · Pion noir sur case blanche h7 · Fou noir sur case noire b6 · Pion blanc sur case noire f6 · Pion blanc sur case noire c3 · Dame noire sur case blanche f3 · Pion blanc sur case blanche a2 · Pion blanc sur case noire f2 · Pion blanc sur case blanche g2 · Pion blanc sur case noire h2 · Tour blanche sur case blanche d1 · Roi blanc sur case noire g1 | Tour noire sur case noire b8 · Roi noir sur case noire f8 · Tour noire sur case blanche g8 · Pion noir sur case noire a7 · Fou noir sur case blanche b7 · Pion noir sur case noire c7 · Fou blanc sur case blanche d7 · Fou blanc sur case noire e7 · Pion noir sur case blanche f7 · Pion noir sur case blanche h7 · Fou noir sur case noire b6 · Pion blanc sur case noire f6 · Pion blanc sur case noire c3 · Dame noire sur case blanche f3 · Pion blanc sur case blanche a2 · Pion blanc sur case noire f2 · Pion blanc sur case blanche g2 · Pion blanc sur case noire h2 · Tour blanche sur case blanche d1 · Roi blanc sur case noire g1 | Tour noire sur case noire b8 · Roi noir sur case noire f8 · Tour noire sur case blanche g8 · Pion noir sur case noire a7 · Fou noir sur case blanche b7 · Pion noir sur case noire c7 · Fou blanc sur case blanche d7 · Fou blanc sur case noire e7 · Pion noir sur case blanche f7 · Pion noir sur case blanche h7 · Fou noir sur case noire b6 · Pion blanc sur case noire f6 · Pion blanc sur case noire c3 · Dame noire sur case blanche f3 · Pion blanc sur case blanche a2 · Pion blanc sur case noire f2 · Pion blanc sur case blanche g2 · Pion blanc sur case noire h2 · Tour blanche sur case blanche d1 · Roi blanc sur case noire g1 | 3 |
| 2 | Tour noire sur case noire b8 · Roi noir sur case noire f8 · Tour noire sur case blanche g8 · Pion noir sur case noire a7 · Fou noir sur case blanche b7 · Pion noir sur case noire c7 · Fou blanc sur case blanche d7 · Fou blanc sur case noire e7 · Pion noir sur case blanche f7 · Pion noir sur case blanche h7 · Fou noir sur case noire b6 · Pion blanc sur case noire f6 · Pion blanc sur case noire c3 · Dame noire sur case blanche f3 · Pion blanc sur case blanche a2 · Pion blanc sur case noire f2 · Pion blanc sur case blanche g2 · Pion blanc sur case noire h2 · Tour blanche sur case blanche d1 · Roi blanc sur case noire g1 | Tour noire sur case noire b8 · Roi noir sur case noire f8 · Tour noire sur case blanche g8 · Pion noir sur case noire a7 · Fou noir sur case blanche b7 · Pion noir sur case noire c7 · Fou blanc sur case blanche d7 · Fou blanc sur case noire e7 · Pion noir sur case blanche f7 · Pion noir sur case blanche h7 · Fou noir sur case noire b6 · Pion blanc sur case noire f6 · Pion blanc sur case noire c3 · Dame noire sur case blanche f3 · Pion blanc sur case blanche a2 · Pion blanc sur case noire f2 · Pion blanc sur case blanche g2 · Pion blanc sur case noire h2 · Tour blanche sur case blanche d1 · Roi blanc sur case noire g1 | Tour noire sur case noire b8 · Roi noir sur case noire f8 · Tour noire sur case blanche g8 · Pion noir sur case noire a7 · Fou noir sur case blanche b7 · Pion noir sur case noire c7 · Fou blanc sur case blanche d7 · Fou blanc sur case noire e7 · Pion noir sur case blanche f7 · Pion noir sur case blanche h7 · Fou noir sur case noire b6 · Pion blanc sur case noire f6 · Pion blanc sur case noire c3 · Dame noire sur case blanche f3 · Pion blanc sur case blanche a2 · Pion blanc sur case noire f2 · Pion blanc sur case blanche g2 · Pion blanc sur case noire h2 · Tour blanche sur case blanche d1 · Roi blanc sur case noire g1 | Tour noire sur case noire b8 · Roi noir sur case noire f8 · Tour noire sur case blanche g8 · Pion noir sur case noire a7 · Fou noir sur case blanche b7 · Pion noir sur case noire c7 · Fou blanc sur case blanche d7 · Fou blanc sur case noire e7 · Pion noir sur case blanche f7 · Pion noir sur case blanche h7 · Fou noir sur case noire b6 · Pion blanc sur case noire f6 · Pion blanc sur case noire c3 · Dame noire sur case blanche f3 · Pion blanc sur case blanche a2 · Pion blanc sur case noire f2 · Pion blanc sur case blanche g2 · Pion blanc sur case noire h2 · Tour blanche sur case blanche d1 · Roi blanc sur case noire g1 | Tour noire sur case noire b8 · Roi noir sur case noire f8 · Tour noire sur case blanche g8 · Pion noir sur case noire a7 · Fou noir sur case blanche b7 · Pion noir sur case noire c7 · Fou blanc sur case blanche d7 · Fou blanc sur case noire e7 · Pion noir sur case blanche f7 · Pion noir sur case blanche h7 · Fou noir sur case noire b6 · Pion blanc sur case noire f6 · Pion blanc sur case noire c3 · Dame noire sur case blanche f3 · Pion blanc sur case blanche a2 · Pion blanc sur case noire f2 · Pion blanc sur case blanche g2 · Pion blanc sur case noire h2 · Tour blanche sur case blanche d1 · Roi blanc sur case noire g1 | Tour noire sur case noire b8 · Roi noir sur case noire f8 · Tour noire sur case blanche g8 · Pion noir sur case noire a7 · Fou noir sur case blanche b7 · Pion noir sur case noire c7 · Fou blanc sur case blanche d7 · Fou blanc sur case noire e7 · Pion noir sur case blanche f7 · Pion noir sur case blanche h7 · Fou noir sur case noire b6 · Pion blanc sur case noire f6 · Pion blanc sur case noire c3 · Dame noire sur case blanche f3 · Pion blanc sur case blanche a2 · Pion blanc sur case noire f2 · Pion blanc sur case blanche g2 · Pion blanc sur case noire h2 · Tour blanche sur case blanche d1 · Roi blanc sur case noire g1 | Tour noire sur case noire b8 · Roi noir sur case noire f8 · Tour noire sur case blanche g8 · Pion noir sur case noire a7 · Fou noir sur case blanche b7 · Pion noir sur case noire c7 · Fou blanc sur case blanche d7 · Fou blanc sur case noire e7 · Pion noir sur case blanche f7 · Pion noir sur case blanche h7 · Fou noir sur case noire b6 · Pion blanc sur case noire f6 · Pion blanc sur case noire c3 · Dame noire sur case blanche f3 · Pion blanc sur case blanche a2 · Pion blanc sur case noire f2 · Pion blanc sur case blanche g2 · Pion blanc sur case noire h2 · Tour blanche sur case blanche d1 · Roi blanc sur case noire g1 | Tour noire sur case noire b8 · Roi noir sur case noire f8 · Tour noire sur case blanche g8 · Pion noir sur case noire a7 · Fou noir sur case blanche b7 · Pion noir sur case noire c7 · Fou blanc sur case blanche d7 · Fou blanc sur case noire e7 · Pion noir sur case blanche f7 · Pion noir sur case blanche h7 · Fou noir sur case noire b6 · Pion blanc sur case noire f6 · Pion blanc sur case noire c3 · Dame noire sur case blanche f3 · Pion blanc sur case blanche a2 · Pion blanc sur case noire f2 · Pion blanc sur case blanche g2 · Pion blanc sur case noire h2 · Tour blanche sur case blanche d1 · Roi blanc sur case noire g1 | 2 |
| 1 | Tour noire sur case noire b8 · Roi noir sur case noire f8 · Tour noire sur case blanche g8 · Pion noir sur case noire a7 · Fou noir sur case blanche b7 · Pion noir sur case noire c7 · Fou blanc sur case blanche d7 · Fou blanc sur case noire e7 · Pion noir sur case blanche f7 · Pion noir sur case blanche h7 · Fou noir sur case noire b6 · Pion blanc sur case noire f6 · Pion blanc sur case noire c3 · Dame noire sur case blanche f3 · Pion blanc sur case blanche a2 · Pion blanc sur case noire f2 · Pion blanc sur case blanche g2 · Pion blanc sur case noire h2 · Tour blanche sur case blanche d1 · Roi blanc sur case noire g1 | Tour noire sur case noire b8 · Roi noir sur case noire f8 · Tour noire sur case blanche g8 · Pion noir sur case noire a7 · Fou noir sur case blanche b7 · Pion noir sur case noire c7 · Fou blanc sur case blanche d7 · Fou blanc sur case noire e7 · Pion noir sur case blanche f7 · Pion noir sur case blanche h7 · Fou noir sur case noire b6 · Pion blanc sur case noire f6 · Pion blanc sur case noire c3 · Dame noire sur case blanche f3 · Pion blanc sur case blanche a2 · Pion blanc sur case noire f2 · Pion blanc sur case blanche g2 · Pion blanc sur case noire h2 · Tour blanche sur case blanche d1 · Roi blanc sur case noire g1 | Tour noire sur case noire b8 · Roi noir sur case noire f8 · Tour noire sur case blanche g8 · Pion noir sur case noire a7 · Fou noir sur case blanche b7 · Pion noir sur case noire c7 · Fou blanc sur case blanche d7 · Fou blanc sur case noire e7 · Pion noir sur case blanche f7 · Pion noir sur case blanche h7 · Fou noir sur case noire b6 · Pion blanc sur case noire f6 · Pion blanc sur case noire c3 · Dame noire sur case blanche f3 · Pion blanc sur case blanche a2 · Pion blanc sur case noire f2 · Pion blanc sur case blanche g2 · Pion blanc sur case noire h2 · Tour blanche sur case blanche d1 · Roi blanc sur case noire g1 | Tour noire sur case noire b8 · Roi noir sur case noire f8 · Tour noire sur case blanche g8 · Pion noir sur case noire a7 · Fou noir sur case blanche b7 · Pion noir sur case noire c7 · Fou blanc sur case blanche d7 · Fou blanc sur case noire e7 · Pion noir sur case blanche f7 · Pion noir sur case blanche h7 · Fou noir sur case noire b6 · Pion blanc sur case noire f6 · Pion blanc sur case noire c3 · Dame noire sur case blanche f3 · Pion blanc sur case blanche a2 · Pion blanc sur case noire f2 · Pion blanc sur case blanche g2 · Pion blanc sur case noire h2 · Tour blanche sur case blanche d1 · Roi blanc sur case noire g1 | Tour noire sur case noire b8 · Roi noir sur case noire f8 · Tour noire sur case blanche g8 · Pion noir sur case noire a7 · Fou noir sur case blanche b7 · Pion noir sur case noire c7 · Fou blanc sur case blanche d7 · Fou blanc sur case noire e7 · Pion noir sur case blanche f7 · Pion noir sur case blanche h7 · Fou noir sur case noire b6 · Pion blanc sur case noire f6 · Pion blanc sur case noire c3 · Dame noire sur case blanche f3 · Pion blanc sur case blanche a2 · Pion blanc sur case noire f2 · Pion blanc sur case blanche g2 · Pion blanc sur case noire h2 · Tour blanche sur case blanche d1 · Roi blanc sur case noire g1 | Tour noire sur case noire b8 · Roi noir sur case noire f8 · Tour noire sur case blanche g8 · Pion noir sur case noire a7 · Fou noir sur case blanche b7 · Pion noir sur case noire c7 · Fou blanc sur case blanche d7 · Fou blanc sur case noire e7 · Pion noir sur case blanche f7 · Pion noir sur case blanche h7 · Fou noir sur case noire b6 · Pion blanc sur case noire f6 · Pion blanc sur case noire c3 · Dame noire sur case blanche f3 · Pion blanc sur case blanche a2 · Pion blanc sur case noire f2 · Pion blanc sur case blanche g2 · Pion blanc sur case noire h2 · Tour blanche sur case blanche d1 · Roi blanc sur case noire g1 | Tour noire sur case noire b8 · Roi noir sur case noire f8 · Tour noire sur case blanche g8 · Pion noir sur case noire a7 · Fou noir sur case blanche b7 · Pion noir sur case noire c7 · Fou blanc sur case blanche d7 · Fou blanc sur case noire e7 · Pion noir sur case blanche f7 · Pion noir sur case blanche h7 · Fou noir sur case noire b6 · Pion blanc sur case noire f6 · Pion blanc sur case noire c3 · Dame noire sur case blanche f3 · Pion blanc sur case blanche a2 · Pion blanc sur case noire f2 · Pion blanc sur case blanche g2 · Pion blanc sur case noire h2 · Tour blanche sur case blanche d1 · Roi blanc sur case noire g1 | Tour noire sur case noire b8 · Roi noir sur case noire f8 · Tour noire sur case blanche g8 · Pion noir sur case noire a7 · Fou noir sur case blanche b7 · Pion noir sur case noire c7 · Fou blanc sur case blanche d7 · Fou blanc sur case noire e7 · Pion noir sur case blanche f7 · Pion noir sur case blanche h7 · Fou noir sur case noire b6 · Pion blanc sur case noire f6 · Pion blanc sur case noire c3 · Dame noire sur case blanche f3 · Pion blanc sur case blanche a2 · Pion blanc sur case noire f2 · Pion blanc sur case blanche g2 · Pion blanc sur case noire h2 · Tour blanche sur case blanche d1 · Roi blanc sur case noire g1 | 1 |
|   | a | b | c | d | e | f | g | h |   |

Alors que les Blancs ont perdu toutes leurs autres pièces et sont à un coup de la défaite, le mat est effectué au moyen de deux fous, aidés d'un pion.
Ce coup, qui sacrifie le Cf3, est à la source d'une polémique qui a duré au moins un siècle. Les Blancs peuvent améliorer leur jeu par 19. Fe4, avec léger avantage, alors que le coup retenu peut être réfuté de différentes façons. Anderssen joue avec une pendule : le temps de réflexion lui est compté et son coup est complètement dans le style romantique.
19. ... Dxf3
Cette acceptation du cavalier, évidente car le pion g des Blancs est cloué, signe la perte des Noirs, permettant la magnifique combinaison qui suit. Dufresne aurait pu tenir avec le très analysé 19...Tg4, mais aussi avec 19...Dh3 (voir ci-dessous) ou même avec le surprenant 19...Fd4 qui vient intercepter la colonne d.
20. Txe7+ Cxe7
Si 20...Rd8 21.Txd7+! mène à de jolies variantes qui gagnent pour les Blancs.
21. Dxd7+! Rxd7 22. Ff5++!
Le bon échec double, contrairement à 22. Fb5++? Re6 qui gagne pour les Noirs.
22...Re8
22...Rc6 permet l'élégant 23.Fd7#.
23. Fd7+ Rf8 24. Fxe7 mat (diagramme)
Maintenant, l'utilité du coup 19. ... Tg4 apparaît. En effet, le roi noir avait une case de fuite : g8. Dufresne n'a pas trouvé ce coup salvateur, mais il jouait contre forte partie.
Xavier Tartakover a affirmé qu'il s'agit « d'une combinaison unique dans la littérature échiquéenne,. »

## Postérité
Maintes analyses ont été publiées pour réfuter la combinaison commençant par 19. Tad1. Cependant, aucune n'est parvenue à clore le sujet, car de nouvelles positions toutes aussi favorables aux blancs apparaissent, lesquelles donnent naissance à d'autres combinaisons, toutes aussi « fantastiques ». 
Selon François Le Lionnais, Emanuel Lasker a étudié cette partie, de 1904 à 1908, dans son Lasker's Chess Magazine. Selon Lasker, si les noirs avaient joué 19. ... Tg4, les blancs devaient répondre par 20. Fe4. Pour sauver la partie, les noirs devaient continuer par 20. ... Txg2+. D'autres analyses ont été faites, indiquant que les blancs devaient jouer 20. Fc4, ce qui donne lieu à d'autres possibilités, ne permettant pas d'affirmer de façon définitive si la combinaison d'Anderssen peut être réfutée. Au XXIe siècle, le sujet n'est toujours pas clos. Il existe cependant une autre défense : 19...Dh3 qui menace Dxg2 mat tout en défendant d7, contre le sacrifice de la Dame blanche. Les analyses ne permettent pas d'affirmer avec certitude que les Blancs l'emportent ou les Noirs font nulle.
Pour cette raison, face à l'armée des analystes, cette partie est qualifiée de verdoyante ou toujours reverdissante, d'où son nom de « toujours jeune ». Sachant qu'Anderssen n'a mis au plus qu'une demi-heure pour élaborer la combinaison, il nous faut saluer son génie. Bien sûr, il n'a pas pu calculer toutes les possibilités, mais son intuition profonde et ses énormes capacités combinatoires ont donné naissance à ce joyau.

### Citations originales
1. ↑  (en) « A combination second to none in the literature of the game »